# Maretz
Maretz est une commune française située dans le département du Nord, en région Hauts-de-France.
La commune s'étend le long de la D932 (dite « Chaussée Brunehaut ») sur plus de 4 km. Elle administre aussi le hameau d'Avelu (100 habitants) situé le long de la D111 entre Maretz et Élincourt.
Le nom jeté des habitants de Maretz est les Culs Frais.

## Géographie

### Localisation
La ville, située dans l'extrême sud du département du Nord, est frontalière du département de l'Aisne, région Hauts-de-France.
Maretz est à 7,2 km de Bohain-en-Vermandois, 8,63 km de Caudry, 11 km de Le Cateau-Cambrésis, 19,39 km de Cambrai, 24,19 km de Saint-Quentin, 70,3 km de Lille et 153,34 km de Paris à vol d'oiseau.

### Communes limitrophes
| Clary     | Bertry | Maurois |
| Élincourt | Maretz | Busigny |
| Prémont   |        |         |

### Relief et paysages
Maretz est un village entouré de champs de type openfield. Il s'agit essentiellement de champs de blé et de betteraves. Le village est bordé au sud-sud-est par le bois de Maretz et au nord-nord-est par le bois de Mont-Auban situé sur le territoire de Maretz et le bois de Boulogne et le bois de Gattigny situés sur le territoire de Bertry. Au nord-ouest, le hameau d'Avelu est bordé par le bois de Pinon et le bois de Tupigny situés sur le territoire d'Élincourt.
Le point le plus haut de la commune culmine à 166 mètres.

### Hydrographie

#### Réseau hydrographique
La commune est située dans le bassin Artois-Picardie. Elle est drainée par le Riot de la Ville, le Calenne, le Riot Hippolyte et un autre petit cours d'eau,.
Le Riot de la Ville, d'une longueur de 12 km, prend sa source dans la commune de Busigny et se jette  dans le canal des Torrents à Prémont, après avoir traversé trois communes.

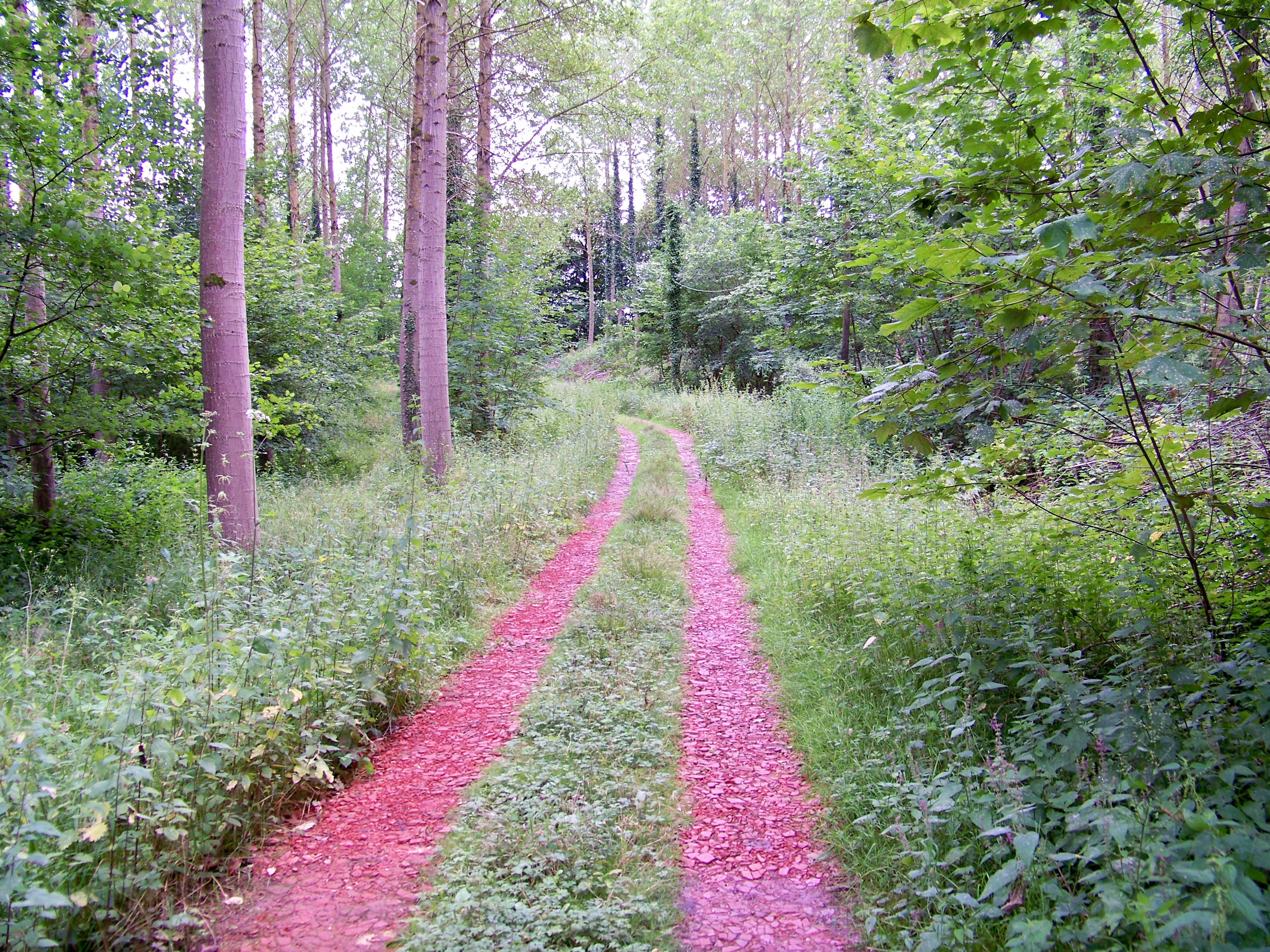
Chemin du Bois de Maretz.
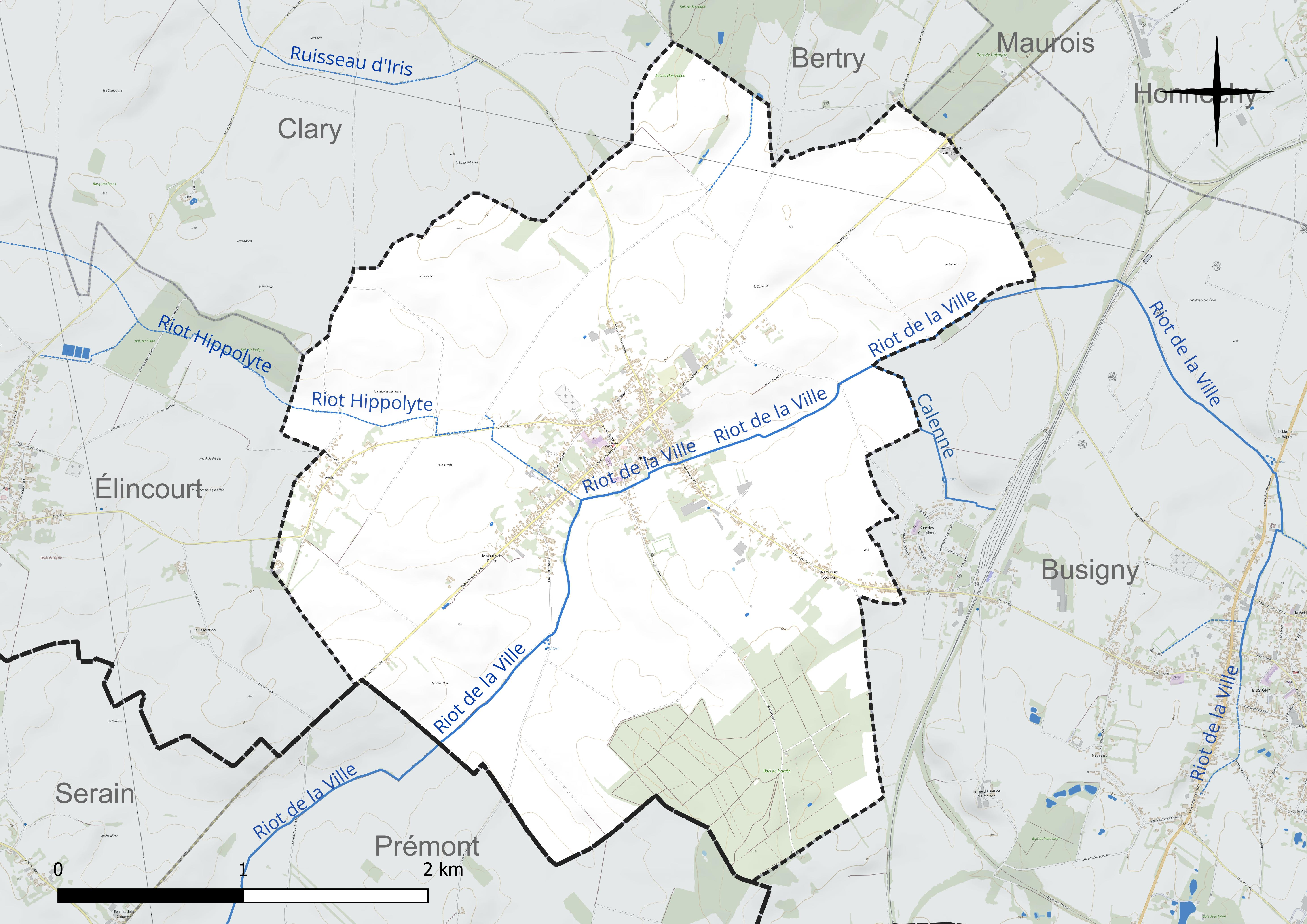
Réseau hydrographique de Maretz.

#### Gestion et qualité des eaux
Le territoire communal est couvert par le schéma d'aménagement et de gestion des eaux (SAGE) « Escaut ». Ce document de planification concerne un territoire de 2 005 km2 de superficie, délimité par le bassin versant de l'Escaut. Le périmètre a été arrêté le 9 juin 2006 et le SAGE proprement dit a été approuvé le 13 juillet 2021. La structure porteuse de l'élaboration et de la mise en œuvre est le syndicat mixte Escaut et Affluents (SyMEA).
La qualité des cours d'eau peut être consultée sur un site dédié géré par les agences de l'eau et l'Agence française pour la biodiversité.

### Climat
Pour des articles plus généraux, voir Climat des Hauts-de-France et Climat du Nord.
En 2010, le climat de la commune est de type climat océanique dégradé des plaines du Centre et du Nord, selon une étude du CNRS s'appuyant sur une série de données couvrant la période 1971-2000. En 2020, Météo-France publie une typologie des climats de la France métropolitaine dans laquelle la commune est dans une zone de transition entre le climat océanique et le climat océanique altéré et est dans la région climatique  Nord-est du bassin Parisien, caractérisée par un ensoleillement médiocre, une pluviométrie moyenne régulièrement répartie au cours de l'année et un hiver froid (3 °C).
Pour la période 1971-2000, la température annuelle moyenne est de 9,7 °C, avec une amplitude thermique annuelle de 15 °C. Le cumul annuel moyen de précipitations est de 776 mm, avec 12,5 jours de précipitations en janvier et 9,2 jours en juillet. Pour la période 1991-2020, la température moyenne annuelle observée sur la station météorologique la plus proche, située sur la commune d'Épehy à 21 km à vol d'oiseau, est de 10,6 °C et le cumul annuel moyen de précipitations est de 752,8 mm,. Pour l'avenir, les paramètres climatiques de la commune estimés pour 2050 selon différents scénarios d'émission de gaz à effet de serre sont consultables sur un site dédié publié par Météo-France en novembre 2022.

### Risques naturels
Selon l'état des données des risques naturels, il existe des zones potentiellement inondables. Elles sont principalement situées le long des riots et hors agglomération, le long des talwegs. Quelques points singuliers sont signalés dans le village (Boves, puits, affaissements de terrain...). Il existe ainsi quelques zones exposées au risque d'effondrement de cavités.
L'aléa du risque de retrait-gonflement des argiles est faible voire a priori nul.
Le risque de remontées des nappes varie d'une sensibilité faible à très forte en fonction des endroits avec une zone connue hors agglomération de nappe sub-affleurante.
L'aléa sismique à Maretz est faible.

### Voies de communication et transports

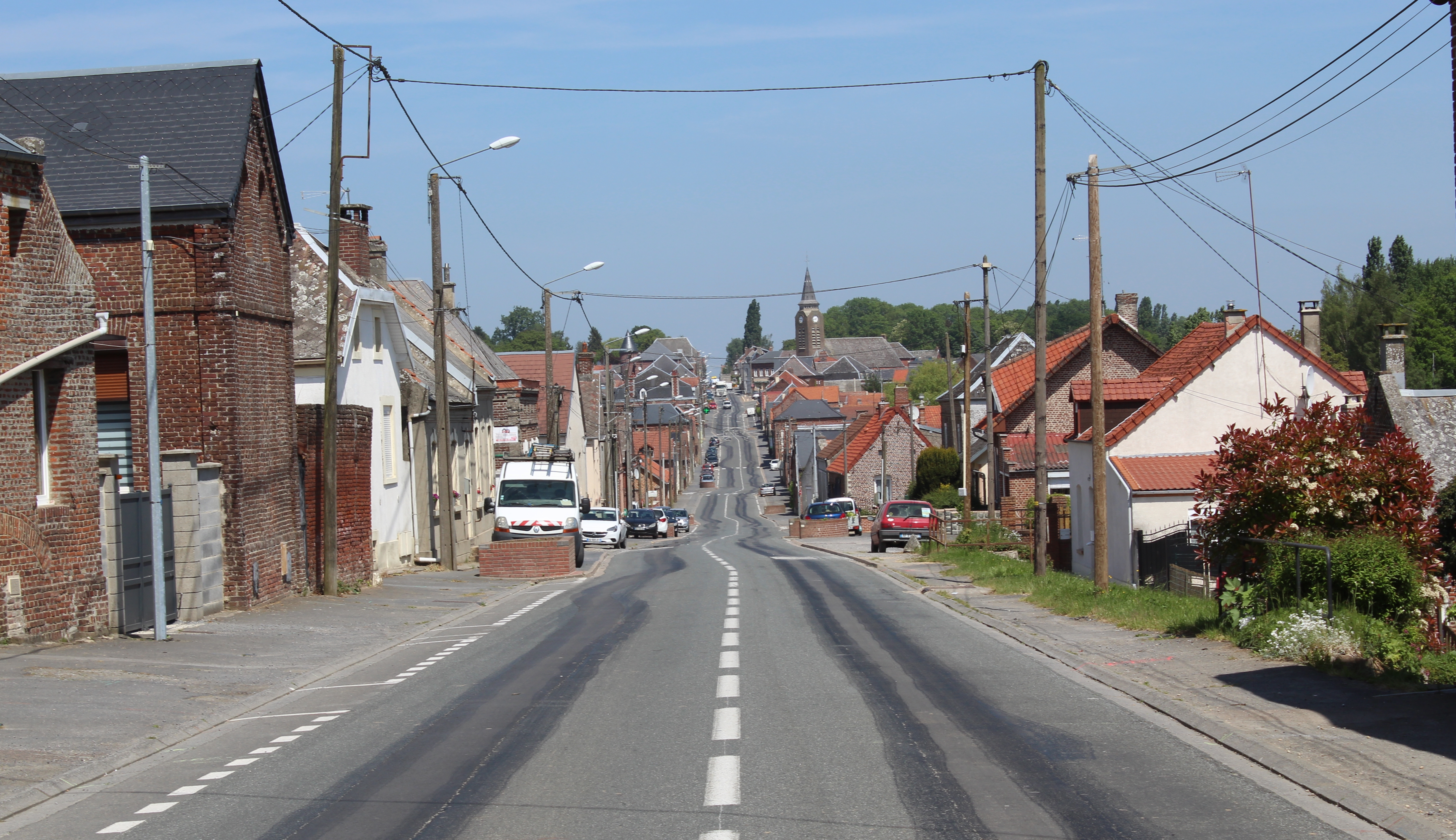
Perspective de la Chaussée Brunehaut qui traverse Maretz.

Maretz est traversée par la route départementale D932 (dite « chaussée Brunehaut ») et la route départementale D15 de Clary à Busigny.
Maretz est desservie par le réseau d'autocars Arc-en-Ciel.
La gare SNCF la plus proche est la gare de Busigny.

## Toponymie
On trouve le village mentionné au long des XIe au XIVe siècles sous les noms Marets, Maerech, Marez, Maareth, Maarech, Maray ou Marais, Marest. Selon Boniface ces noms se rapportent aux marais de la vallée humide où est situé le village.

## Urbanisme

### Typologie
Au 1er janvier 2024, Maretz est catégorisée bourg rural, selon la nouvelle grille communale de densité à sept niveaux définie par l'Insee en 2022.
Elle appartient à l'unité urbaine de Busigny, une agglomération intra-départementale regroupant deux  communes, dont elle est une commune de la banlieue,,. Par ailleurs la commune fait partie de l'aire d'attraction de Caudry, dont elle est une commune de la couronne,. Cette aire, qui regroupe 17 communes, est catégorisée dans les aires de moins de 50 000 habitants,.

### Occupation des sols
L'occupation des sols de la commune, telle qu'elle ressort de la base de données européenne d'occupation biophysique des sols Corine Land Cover (CLC), est marquée par l'importance des territoires agricoles (80,5 % en 2018), en diminution par rapport à 1990 (83 %). La répartition détaillée en 2018 est la suivante : 
terres arables (77,1 %), zones urbanisées (9,7 %), forêts (6,7 %), milieux à végétation arbustive et/ou herbacée (3,1 %), zones agricoles hétérogènes (3 %), prairies (0,3 %). L'évolution de l'occupation des sols de la commune et de ses infrastructures peut être observée sur les différentes représentations cartographiques du territoire : la carte de Cassini (XVIIIe siècle), la carte d'état-major (1820-1866) et les cartes ou photos aériennes de l'IGN pour la période actuelle (1950 à aujourd'hui).

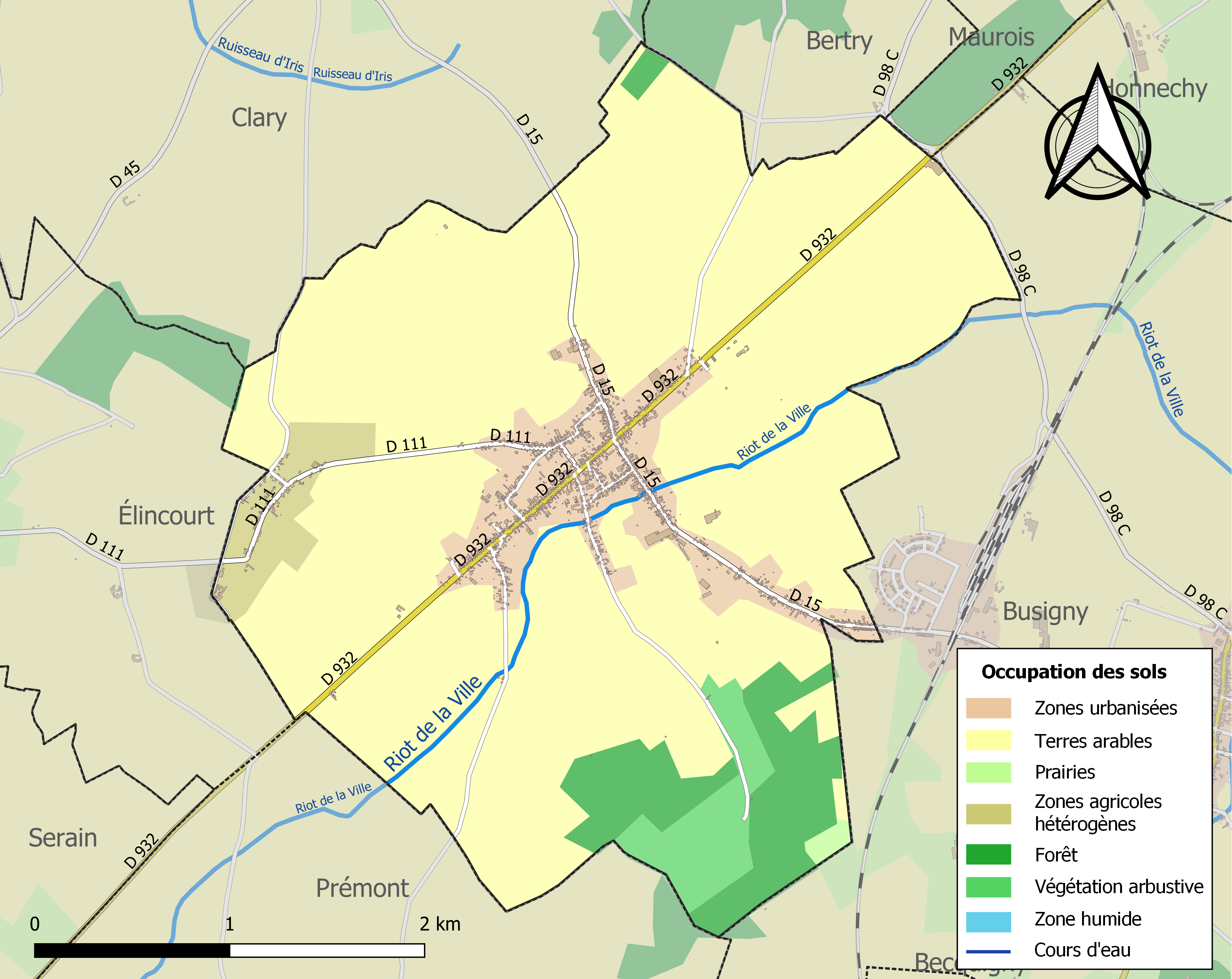
Carte des infrastructures et de l'occupation des sols de la commune en 2018 (CLC).

### Logement
En 2017, Maretz compte 668 logements dont 86,1 % de résidences principales, 0,7 % de résidences secondaires et 13,2 % de logements vacants.

## Histoire

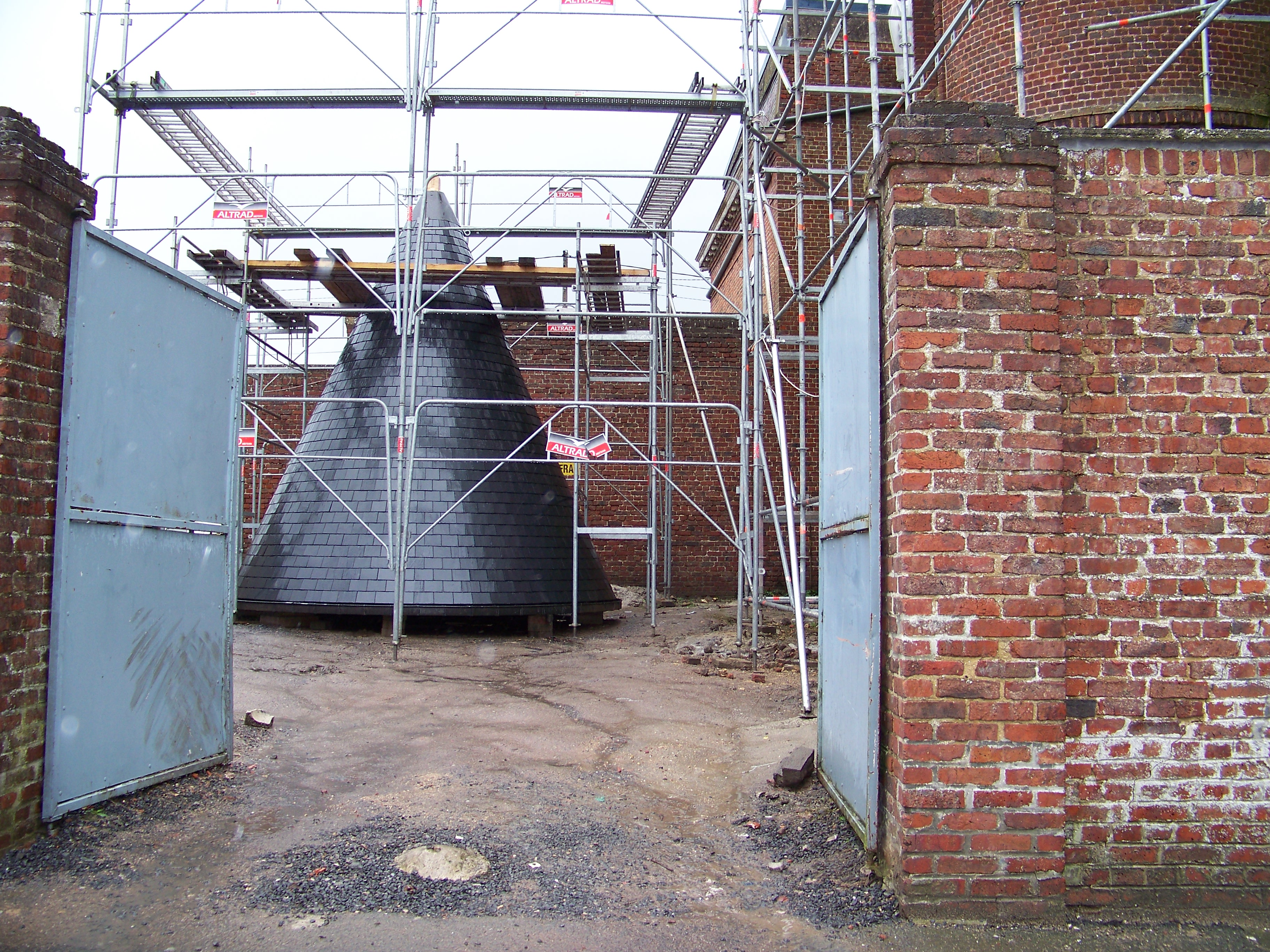
La toiture de la tourelle de la mairie en 2014 avant sa pose lors des travaux de réhabilitation.

Le village est incendié par les Armagnacs en 1434.
En août 1660, des lettres données à Paris accordent le titre de chevalier à Jérôme du Rietz, écuyer, seigneur de Frévillers, Jouy, Hamol (Hamel?), Maretz, Grande-Vacquery, Noyelles et Valhuon en partie. Jérôme du Rietz est dit gentilhomme, ses ancêtres n'ont jamais fait acte de dérogeance à leur ancienne noblesse, plusieurs ont été chevaliers.
Le 14 juillet 1712, les troupes anglaises du duc d'Ormont enferment les habitants du village de Maretz dans leur église et y mettent le feu. Près de 350 personnes périssent dans les flammes. Les 150 maisons de la paroisse sont ensuite réduites en cendres. Louis XIV accorda au village une exemption complète d'impôts jusque 1716 afin de répondre aux sollicitations de Fénelon alors archevêque de Cambrai.
En 1802-1803, à la suite de la Révolution française, les protestants sont enterrés dans le cimetière communal. C'est également le cas à Inchy. En revanche, dans d'autres communes,(ex : Walincourt, Malincourt), les protestants enterrent leurs morts dans leurs jardins (parce que non autorisés à les ensevelir dans le cimetière communal?).
Dès le XIXe siècle, la commune de Maretz a accueilli beaucoup de filatures comme de nombreuses localités du Cambrésis. Depuis les années 1970, toutes ces filatures textiles ont fermé expliquant le déclin démographique relatif du village. Parmi les entreprises passées importantes, nous retiendrons G.T.N. (Groupement Textile du Nord) délocalisé et les Entreprises Lasson.

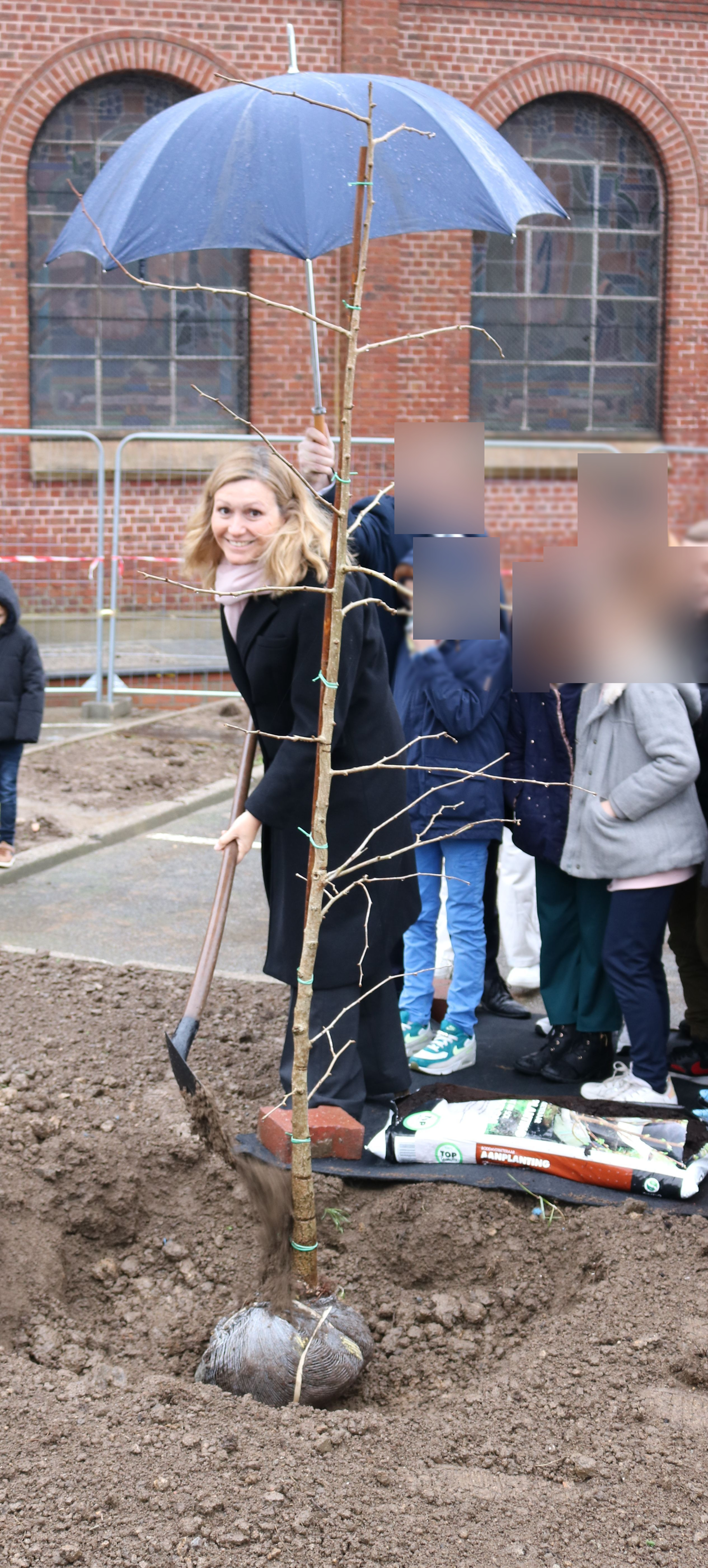
Yaël Braun-Pivet à Maretz plantant un ginkgo biloba sur la place du village le 27 novembre 2023.

Notons qu'avant G.T.N. se trouvait un atelier de tissu de Gabrielle Chasnel dite Coco Chanel. Pendant la Seconde Guerre mondiale, son neveu, André Palasse était prisonnier. Pour le faire libérer, Coco Chanel a contacté celui qui était devenu son amant : Hans Günther von Dinklage dit Spatz, attaché d'ambassade et espion allemand. Ce dernier n'est pas arrivé à faire libérer André Palasse. Spatz a alors contacté un de ses amis  Théodore Momm qui dirigeait une entreprise de textile en Belgique et en Allemagne et qui était chargé des problèmes liés au textile en France. Théodore Momm réussit à faire libérer André Palasse par le biais de la construction d'une usine de tissu à Maretz et dont le neveu de Coco Chanel prit la direction.
Le 10 mai 2012, un incendie volontaire détruit totalement la mairie de Maretz. Cet incendie suit celui de la salle des fêtes survenu quelques jours plus tôt et précède celui de l'école maternelle. Réhabilitée, la mairie est inaugurée le 26 mai 2018. La salle des mariages est décorée de deux peintures offertes par une artiste locale.
Le 12 juin 2023, l'école Fernand Lantoine est mise à l'honneur en devenant lauréate de la 26e édition du Parlement des enfants grâce à sa proposition de loi visant à créer un "Bois de la Démocratie" dans chaque circonscription législative. Récompense remise par Yaël Braun-Pivet, présidente de l'Assemblée nationale et en présence de Pap Ndiaye, ministre de l'Éducation nationale et de la Jeunesse.
Pour donner du sens à ce projet, Yaël Braun-Pivet se rend à Maretz le 27 novembre 2023 pour y planter deux ginkgos bilobas. Le premier est planté dans la cour de l'école Fernand Lantoine et le second sur la place du village. Ces plantations sont effectuées en présence du député Guy Bricout, du sous-préfet Fayçal Douhane, du directeur académique des services de l'éducation nationale Olivier Cottet, des conseillers départementaux Yannick Caremelle et Sylvie Clerc, de Monique Lesne-Sétiaux, maire du village, du directeur de l'école Guillaume Gabriels et des élèves de sa classe.

## Politique et administration

### Situation administrative
La commune de Maretz se situe dans le département du Nord et fait partie de la région Hauts-de-France. Elle appartient à l'arrondissement de Cambrai et au canton du Cateau-Cambrésis. Elle faisait partie du canton de Clary jusqu'au 22 mars 2015, date de disparition de ce canton à la suite du redécoupage cantonal de 2014.

### Administration municipale
La commune ayant entre 500 et 1499 habitants, le nombre de conseillers municipaux est de 15.
À la suite des élections municipales anticipées de 2022, la composition du Conseil municipal de Maretz est la suivante :
| Groupe                             | Président             | Effectif | Statut     |
| ---------------------------------- | --------------------- | -------- | ---------- |
| « Ensemble pour un avenir serein » | Monique Lesne-Sétiaux | 11       | Majorité   |
| « Maretz apaisé »                  | Didier Kehl           | 2        | Opposition |
| « Maretz pour tous »               | Christelle Noé        | 2        | Opposition |

À la suite des élections municipales de 2020, la composition du Conseil municipal de Maretz est la suivante :
| Groupe                                   | Président             | Effectif | Statut     |
| ---------------------------------------- | --------------------- | -------- | ---------- |
| « Éveil Maretzien »                      | Didier Kehl           | 11       | Majorité   |
| « Ensemble, Gardons le Cap ! »           | Monique Lesne Setiaux | 3        | Opposition |
| « Liste d'Union pour un Nouvel Horizon » | Aimé Bleuse           | 1        | Opposition |

### Intercommunalité
Maretz était membre de la communauté de communes du Caudrésis créée fin 1993.
Celle-ci fusionne avec la communauté de communes du Pays de Matisse pour créer le 1er janvier 2010 la Communauté d'agglomération du Caudrésis - Catésis, dont Maretz est désormais membre.

### Tendances politiques et résultats
Au premier tour des élections présidentielles de 2022, Marine Le Pen (RN) recueille 50,66 % des suffrages exprimés (344 voix), le président sortant Emmanuel Macron (LREM) 18,85 % (128 voix), Jean-Luc Mélenchon (LFI) 12,37 % (84 voix), Éric Zemmour (REC) 5,3 % (36 voix), Valérie Pécresse (LR) 3,09 % (21 voix), Fabien Roussel (PCF) 2,95 % (20 voix), Jean Lassalle (RES) 2,21 % (15 voix), Nicolas Dupont-Aignan (DLF) 1,91 % (13 voix), Yannick Jadot (EELV) 1,47 % (10 voix), Anne Hidalgo (PS) 0,59 % (4 voix), Philippe Poutou (NPA) 0,44 % (3 voix) et Nathalie Arthaud (LO) 0,15 % (1 voix). Le taux de participation est de 73,09 %. Au deuxième tour de ces élections, Marine Le Pen (RN) recueille 70,38 % (487 voix) contre 29,62 % (205 voix) pour Emmanuel Macron (LREM). Le taux de participation est de 77,65 %.
À la suite de la démission de plusieurs membres du conseil municipal début 2022, de nouvelles élections municipales sont organisées le 27 mars 2022. Trois listes se présentent : Maretz apaisé, menée par le maire sortant Didier Kehl ; Maretz pour tous, menée par Christelle Noé et Ensemble pour un avenir serein, menée par Monique Lesne-Sétiaux. Au premier tour, la liste Ensemble pour un avenir serein vire en tête avec 234 voix, suivie de la liste Maretz apaisé qui recueille 165 voix puis de la liste Maretz pour tous qui obtient 157 voix. Les trois listes se maintiennent pour le second tour. Le classement demeure inchangé : Ensemble pour un avenir serein obtient 263 voix, puis Maretz apaisé obtient 173 voix et Maretz pour tous obtient 135 voix.
Au deuxième tour des élections régionales de 2021, Xavier Bertrand (DVD) recueille 57,68 % des voix, Sébastien Chenu (RN) obtient 31,09 % des voix et Karima Delli (Union de la gauche) obtient 11,24 % des voix.
Au deuxième tour des élections départementales de 2021, le binôme Sylvie Clerc et Yannick Caremelle (Divers centre) obtient 59,48 % des voix contre 40,52 % des voix pour Mélanie Disdier et Pierre-Antoine Watremez (RN).
Au premier tour des élections municipales de 2020, Maretz compte quatre listes, ce qui en fait la troisième commune du Cambrésis en nombre de listes derrière Cambrai (7 listes) et Caudry (6 listes). La liste l'Éveil Maretzien de Didier Kehl obtient 171 voix (30,31 % des sondages exprimés) ; la liste d'Union pour un Nouvel Horizon d'Aimé Bleuse obtient 167 voix (29,60 % des sondages exprimés) ; la liste Ensemble, Gardons le Cap ! de Monique Lesne Setiaux obtient 142 voix (25,17 % des sondages exprimés) et la liste Réinventons Maretz de Sandrine Bellanger obtient 84 voix (14,89 % des sondages exprimés). Au deuxième tour, la liste de Sandrine Bellanger s'allie à celle de Monique Lesne Setiaux. La liste de Didier Kehl arrive en tête avec 237 voix (41,72 % des sondages exprimés) ; la liste de Monique Lesne-Sétiaux arrive en deuxième position avec 202 voix (35,56 % des sondages exprimés) et la liste d'Aimé Bleuse obtient 129 voix (22,71 % des sondages exprimés). Le taux d'abstention est de 37,19 %.
Aux élections européennes de 2019, la liste Prenez le pouvoir soutenue par Marine Le Pen arrive en tête avec 47,58 % des suffrages exprimés soit 226 voix. En deuxième position, la liste Renaissance soutenue notamment par La République en Marche et le MoDem obtient 54 voix soit 11,37 % des suffrages exprimés. Le taux de participation est de 54,62 % (508 votants).
Au deuxième tour des élections législatives de 2017, les électeurs de Maretz ont voté à 70,93 % pour Guy Bricout (UDI) contre 29,07 % pour Claire Pommeyrol-Burlet (LREM) pour la 18e circonscription du Nord. Le taux de participation est de 44,23 %.
Au deuxième tour de l'élection présidentielle de 2017, Marine Le Pen (RN) recueille 68,39 % des suffrages exprimés (476 voix) contre 31,61 % pour Emmanuel Macron (LREM) (220 voix). Le taux de participation est de 85,53 %.
Au deuxième tour des élections régionales de 2015, 59,65 % des suffrages exprimés sont allés à la liste menée par Marine Le Pen (FN), contre 40,35 % pour la liste menée par Xavier Bertrand (LUD). Le taux de participation est de 65,63 %.
Au deuxième tour des élections départementales de 2015, le binôme Pascal Bultez et Virginie Monvoisin (FN) recueille 49,52 % des voix, suivi du binôme Sylvie Clerc-Cuvelier et Didier Drieux (UD) avec 33,08 % et du binôme Laurent Coulon et Valérie Lheureux (SOC) avec 17,41% des voix. Le taux de participation est de 56,67 %.

### Liste des maires
| Période                                  | Période      | Identité               | Étiquette | Qualité                                                                 |
| ---------------------------------------- | ------------ | ---------------------- | --------- | ----------------------------------------------------------------------- |
| 1802- 1803                               | 1813         | Jean-Baptiste Leduc    |           |                                                                         |
| 1817                                     | 1825         | Pierre-Louis Duva      |           | Décès en cours de mandat                                                |
| 1830                                     |              | Danjou                 |           |                                                                         |
| 1835                                     |              | Pierre Joseph Dégardin |           |                                                                         |
| 1852                                     | 1861         | Ghislain Mention       |           |                                                                         |
| 1862                                     | 1865         | Victor Taisne          |           |                                                                         |
| 1879                                     | 1885         | Poëte-Taisne           |           | Chevalier dans l'ordre de la Légion d'honneur                           |
| 1885                                     | 1889         | Théodore Lefevre       |           | Décès en cours de mandat                                                |
| 1890                                     |              | Lévèque Leduc          |           |                                                                         |
| 1985                                     | mars 2008    | Guy Rativeau           | PS        | Officier dans l'Ordre des Palmes académiques Directeur d'école primaire |
| mars 2008                                | mars 2014    | Aimé Bleuse            | DVG       |                                                                         |
| 2014                                     | juillet 2020 | Pascal Lévêque         | DVG       | Agriculteur                                                             |
| 2020                                     | 2022         | Didier Kehl            | DVG       | Ancien professeur de technologie                                        |
| 2022                                     | En cours     | Monique Lesne-Sétiaux  |           |                                                                         |
| Les données manquantes sont à compléter. |              |                        |           |                                                                         |

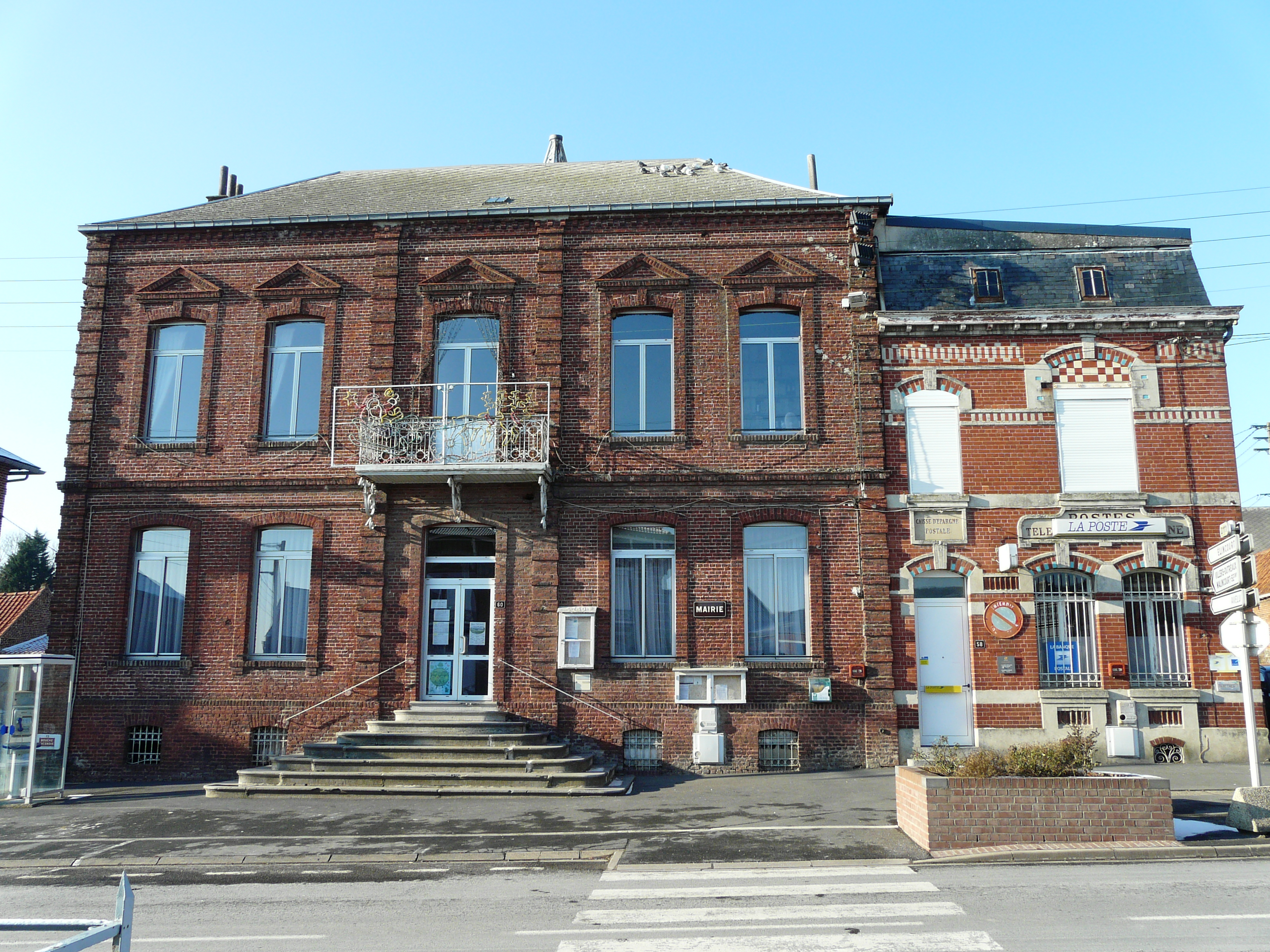
La mairie et la poste avant l'incendie de mai 2012.

Guy Rativeau a été maire de la commune pendant 23 ans. Sa vie politique a été notamment ponctuée par son association à la candidate PS aux législatives de 2002, Mme Brigitte Douay, députée européenne de 2004 à 2009.
Le 9 mars 2008, à la suite du premier tour des élections municipales, à la surprise générale, M. Guy Rativeau (maire depuis 1987) est battu. M. Aimé Bleuse est élu. Candidat sans étiquette, il est membre du parti socialiste mais n'a pas reçu d'investiture officielle dudit parti.
Lors de son élection en 2014, Pascal Lévêque est le plus jeune maire du Cambrésis, il est alors âgé de 29 ans.
En 2020, l'élection est remportée par Didier Kehl, outsider du scrutin.
En 2022, à la suite de plusieurs démissions au sein du conseil municipal, de nouvelles élections municipales sont organisées le 27 mars 2022. À l'issue de ces élections, Monique Lesne-Sétiaux devient la première femme maire du village.

### Instances judiciaires et administratives
La commune de Maretz est dans le ressort de la cour d'appel de Douai, du tribunal judiciaire, du tribunal d'instance, du tribunal Paritaire des Baux Ruraux et du conseil de prud'hommes de Cambrai, et à la suite de la réforme de la carte judiciaire engagée en 2007, du tribunal de commerce de Douai.

### Politique environnementale
Maretz pratique le tri sélectif pour le ramassage des déchets.
Le conseil municipal, lors de sa réunion du 11 juin 2019, émet un avis favorable au projet éolien de l'Épinette situé sur les territoires de Maretz et Clary. Ce projet prévoit la construction de sept éoliennes et deux postes de livraison.
Maretz possède un site pollué, le site G.T.N.

### Jumelages
Maretz n'est jumelée avec aucune autre commune. Elle est toutefois jumelée de facto avec Selm (Allemagne) au même titre que les autres communes du secteur scolaire du collège François Villon de Walincourt-Selvigny. Ainsi, sous l'impulsion du comité de jumelage, de nombreux échanges culturels ont lieu avec les associations et les établissements de Selm et le collège François Villon de Walincourt-Selvigny.

## Population et société

### Démographie

#### Évolution démographique
L'évolution du nombre d'habitants est connue à travers les recensements de la population effectués dans la commune depuis 1793. Pour les communes de moins de 10 000 habitants, une enquête de recensement portant sur toute la population est réalisée tous les cinq ans, les populations de référence des années intermédiaires étant quant à elles estimées par interpolation ou extrapolation. Pour la commune, le premier recensement exhaustif entrant dans le cadre du nouveau dispositif a été réalisé en 2006.

En 2022, la commune comptait 1 403 habitants, en évolution de −4,04 % par rapport à 2016 (Nord : +0,51 %, France hors Mayotte : +2,11 %).
| 1793  | 1800  | 1806  | 1821  | 1831  | 1836  | 1841  | 1846  | 1851  |
| ----- | ----- | ----- | ----- | ----- | ----- | ----- | ----- | ----- |
| 1 400 | 1 257 | 1 471 | 1 687 | 1 983 | 2 107 | 2 314 | 2 485 | 2 595 |

| 1856  | 1861  | 1866  | 1872  | 1876  | 1881  | 1886  | 1891  | 1896  |
| ----- | ----- | ----- | ----- | ----- | ----- | ----- | ----- | ----- |
| 2 723 | 3 138 | 3 217 | 3 022 | 3 123 | 3 228 | 3 084 | 2 966 | 2 874 |

| 1901  | 1906  | 1911  | 1921  | 1926  | 1931  | 1936  | 1946  | 1954  |
| ----- | ----- | ----- | ----- | ----- | ----- | ----- | ----- | ----- |
| 2 773 | 2 912 | 2 556 | 2 312 | 2 289 | 2 191 | 2 029 | 1 949 | 1 877 |

| 1962  | 1968  | 1975  | 1982  | 1990  | 1999  | 2006  | 2011  | 2016  |
| ----- | ----- | ----- | ----- | ----- | ----- | ----- | ----- | ----- |
| 1 747 | 1 717 | 1 595 | 1 497 | 1 416 | 1 363 | 1 428 | 1 481 | 1 462 |

| 2021  | 2022  | - | - | - | - | - | - | - |
| ----- | ----- | - | - | - | - | - | - | - |
| 1 417 | 1 403 | - | - | - | - | - | - | - |

#### Pyramide des âges
La population de la commune est relativement jeune.
En 2018, le taux de personnes d'un âge inférieur à 30 ans s'élève à 39,5 %, soit au-dessus de la moyenne départementale (39,5 %). À l'inverse, le taux de personnes d'âge supérieur à 60 ans est de 21,5 % la même année, alors qu'il est de 22,5 % au niveau départemental.
En 2018, la commune comptait 724 hommes pour 727 femmes, soit un taux de 50,1 % de femmes, légèrement inférieur au taux départemental (51,77 %).
Les pyramides des âges de la commune et du département s'établissent comme suit.
| Hommes | Classe d’âge | Femmes |
| ------ | ------------ | ------ |
| 0,4    | 90 ou +      | 0,6    |
| 5,0    | 75-89 ans    | 8,5    |
| 14,2   | 60-74 ans    | 14,4   |
| 21,1   | 45-59 ans    | 18,9   |
| 19,4   | 30-44 ans    | 18,6   |
| 18,7   | 15-29 ans    | 16,9   |
| 21,2   | 0-14 ans     | 22,2   |

| Hommes | Classe d’âge | Femmes |
| ------ | ------------ | ------ |
| 0,5    | 90 ou +      | 1,4    |
| 5,3    | 75-89 ans    | 8,1    |
| 14,8   | 60-74 ans    | 16,2   |
| 19,1   | 45-59 ans    | 18,4   |
| 19,5   | 30-44 ans    | 18,7   |
| 20,7   | 15-29 ans    | 19,1   |
| 20,2   | 0-14 ans     | 18     |

### Enseignement

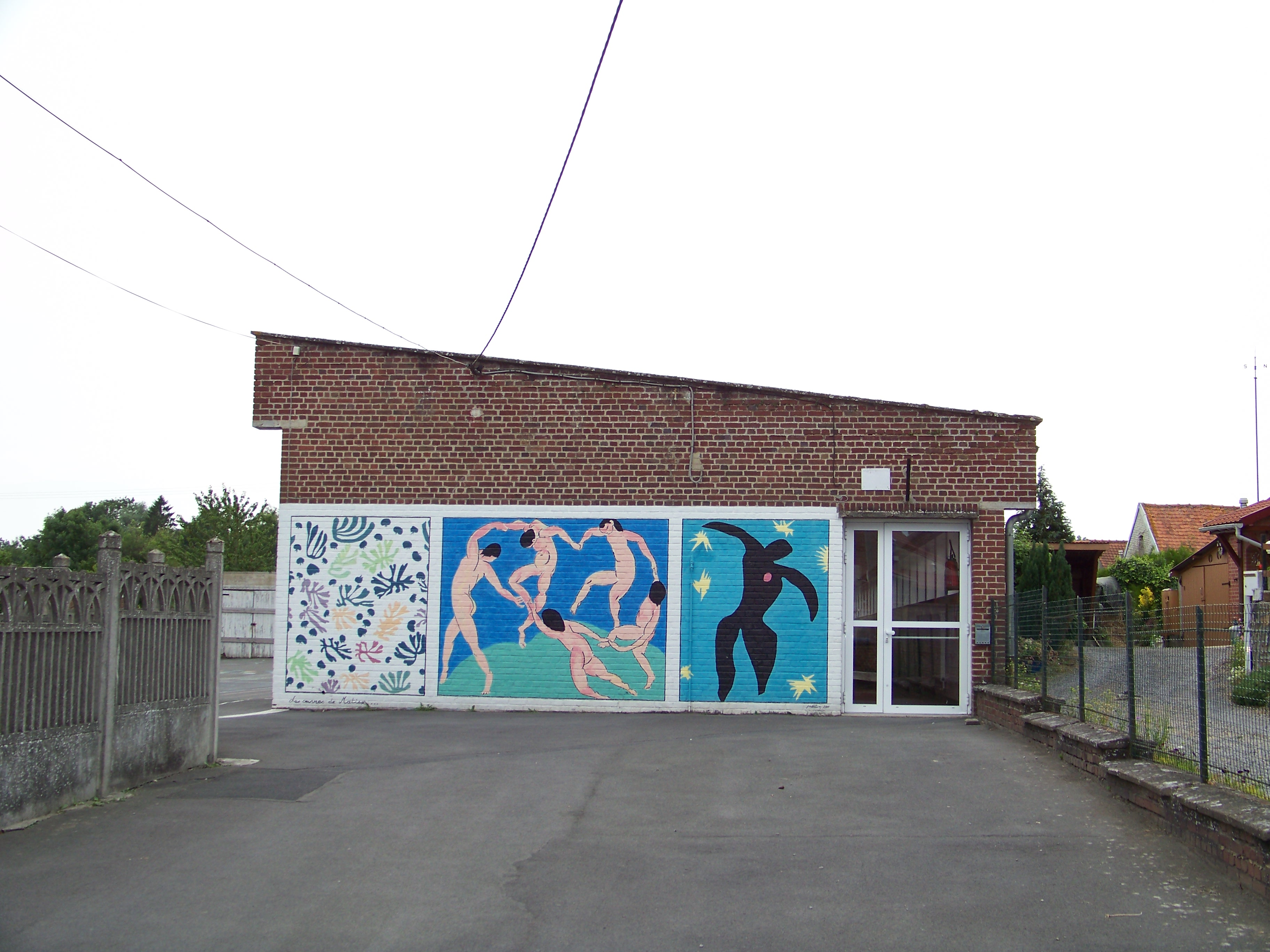
Ancienne école Primaire de Maretz, rue des Poilus. Des œuvres de de Henri Matisse ont été reproduites sur le mur. A Gauche des fleurs d'inspiration de Matisse, au centre La Danse et à droite Icare.

Maretz est rattachée à la circonscription de Cambrai Sud de l'inspection académique du Nord dans l'académie de Lille.
La commune gère une école maternelle et une école primaire. Un groupe scolaire a été créé sur le site de l'ancien couvent du Don Bosco. L'école porte le nom de Fernand Lantoine, peintre officiel de la marine natif du village.
Maretz est rattachée au secteur du collège François Villon de Walincourt-Selvigny.
Les lycées les plus proches sont à Caudry et Le Cateau-Cambrésis.

### Équipements
- La salle des fêtes ;
- Le foyer Léo Lagrange ;
- La bibliothèque municipale ;
- Une aire de jeux ;
- La salle de sports ;

### Internet et téléphonie
Grâce à la fibre optique, les habitants de Maretz peuvent bénéficier d'une connexion internet très haut-débit. Selon l'Autorité de Régulation des Télécommunications (ARCEP), plus de 80 % des locaux sont raccordables à la fibre optique à Maretz.
Maretz dispose d'une antenne 4G, rue des Poilus. La commune ne dispose pas de couverture 5G en 2021.

### Santé
En 2021, Maretz compte un médecin généraliste, une pharmacie, quatre masseurs-kinésithérapeutes et plusieurs infirmiers. L'hôpital le plus proche est celui du Cateau-Cambrésis.
Comme l'ensemble du territoire national, Maretz est confronté à la pandémie de Covid-19.

### Sports
Maretz dispose d'une salle de sports et d'un terrain de football. Le club de football local est le Football Club de Maretz, club de 3e division. Un terrain de pétanque est en construction.

### Associations
Douze associations se trouvent à Maretz :
- Aides et Actions Maretziennes
- A.J.L.C.C.
- Amicale bouliste
- AM OPEX - Anciens des Missions et Opérations Extérieurs
- Anciens combattants
- Comité Caritatif d'Aides Solidaires
- Football club de Maretz
- Le club des aînés
- L'harmonie Sol Do Fa
- Maretz Gym détente
- Maretziens en fêtes
- Venez Vous Maretz

### Cultes
Les Maretziens disposent d'un lieu de culte catholique, l'église Saint-Martin, qui fait partie de la paroisse Sainte-Anne-en-Cambrésis dans le diocèse de Cambrai, relais de la Chaussée. La commune comprend également trois chapelles et un calvaire.
Les autres cultes ne sont pas représentés dans le village.

## Économie

### Revenus de la population et fiscalité
En 2019, le revenu mensuel moyen par foyer fiscal est de 1 653 € par mois (la moyenne française est de 2 318 € par mois). La commune abrite 794 foyers fiscaux avec une moyenne de 1,8 personne par foyer fiscal.
En 2019, l'impôt sur le revenu net moyen par foyer imposé est de 1 926 € (moyenne nationale de 3 888 €). Le revenu fiscal de référence moyen par foyer est de 19 836 € (moyenne nationale de 28 525 €).
En 2020, le revenu mensuel moyen par foyer fiscal est de 1 639 € par mois, soit une légère baisse par rapport à 2019 (la moyenne française baisse également à 2 303 € par mois). Le nombre de foyers fiscaux est de 809 (+15 par rapport à 2019) avec une moyenne qui reste de 1,8 personne par foyer fiscal.
En 2020, l'impôt sur le revenu net moyen progresse à 2 217 € (moyenne nationale de 3 910 €). Le revenu fiscal de référence moyen par foyer est de 19 677 € (moyenne nationale de 28 324 €).

### Emploi
En 2017, Maretz compte 76,6 % d'actifs contre 23,4 % d'inactifs.
En 2018, Maretz compte 73,6 % d'actifs contre 26,4 % d'inactifs.

### Endettement
En 2019, l'encours de la dette maretzienne est de 674 790 €, ce qui représente 458 € par habitant. L'annuité de la dette est de 46 200 € (soit 32 € par habitant). La capacité de désendettement est de 1,9 an.
En 2020, l'encours de la dette maretzienne baisse à 640 020 €, ce qui représente 437 € par habitant. L'annuité de la dette est de 59 940 € (soit 34 € par habitant). La capacité de désendettement passe à 2,5 ans.

## Culture locale et patrimoine

### Monuments
- Église Saint-Martin, détruite à plusieurs reprises et construite à l'origine grâce à Fénelon, qui a pu exempter le village d'impôts.
- Le Tissage de l'Étoile, démoli en 2016 qui était un important centre de tissage du village, devenu ensuite une usine de tubes chromés.
- L'ancienne brasserie dite Union des Brasseurs située rue de la République est inscrite dans la base Mérimée[72] du patrimoine architectural français.
- Le monument aux Morts 1870-1871 situé rue des Alliés dans le cimetière de la commune.
- Le monument aux Morts 1914-1918 qui est érigé face à la mairie et face à l'église. Une statue d'un soldat français de 1918 (de taille proche du réel) domine ce dernier monument qui a été inauguré le 18 septembre 1921 sous la pluie.
- Le calvaire, situé à l'entrée de la rue du Colonel Driant. Un des points les plus hauts de la commune. Un repère de nivellement y indique la hauteur de 150,12 mètres.
- Chapelle à la Pietà, située au rond-point de la Tête-de-Mort qui se trouve en direction de Bertry.
- Chapelle Notre-Dame des 7 douleurs, au hameau d'Avelu. Une pierre y indique l'année 1876. Elle est construite à l'initiative de la famille Folcad qui habitait le hameau.
- Chapelle située rue Clémenceau, construite dans les années 1940. On y trouve des statues de Marie, Sainte-Bernadette et Sainte-Thérèse.
- Ancien couvent du Don Bosco, situé en retrait de la rue Galliéni dont il ne reste qu'une ancienne chapelle dépourvue de sa cloche. Son terrain accueille le futur groupe scolaire en construction.
- Stèle construite à la mémoire des combattants en A.F.N. 1952-1962 sous l'impulsion du maire, M. Guy Rativeau. Elle est située à la jonction de la rue de la Victoire, la rue des Alliés et la rue Guynemer.
- Stèle érigée en hommage à Octave Lepersonne, ingénieur belge décédé accidentellement rue Eugène Lefebvre et père du géologue belge Jacques Lepersonne.
- Une plaque de clocher est visible sur une habitation à la sortie de la rue Eugène Lefebvre.
- Le linteau des portes de deux habitations comporte le monogramme IHS. L'un porte l'année 1792, rue Eugène Lefebvre et le second porte l'année 1741, au foyer Léo Lagrange. Ces monogrammes sont visibles dans plusieurs communes du Cambrésis.
- Il existe dans la commune un blason en pierre représentant les armes de la Maison de Montmorency et sous lequel on peut lire en grec l'inscription Aplanos (signifiant Tout droit, sans dévier et qui est la devise des Montmorency) suivie de l'année 1633. La raison de la présence de ce blason dans la commune est inconnue. Il pourrait provenir de l'ancienne église selon un ancien habitant du village.

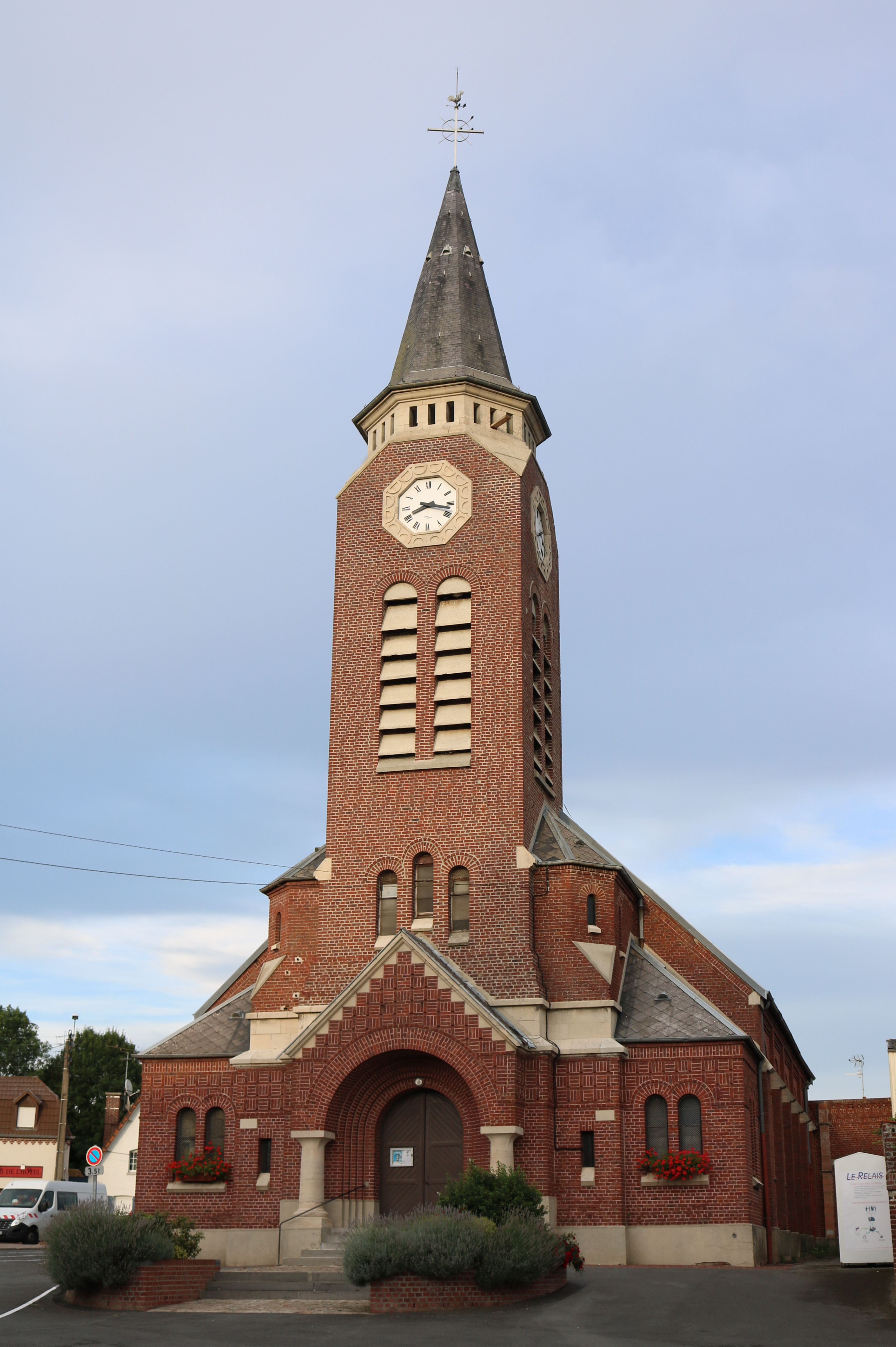
Église Saint-Martin.
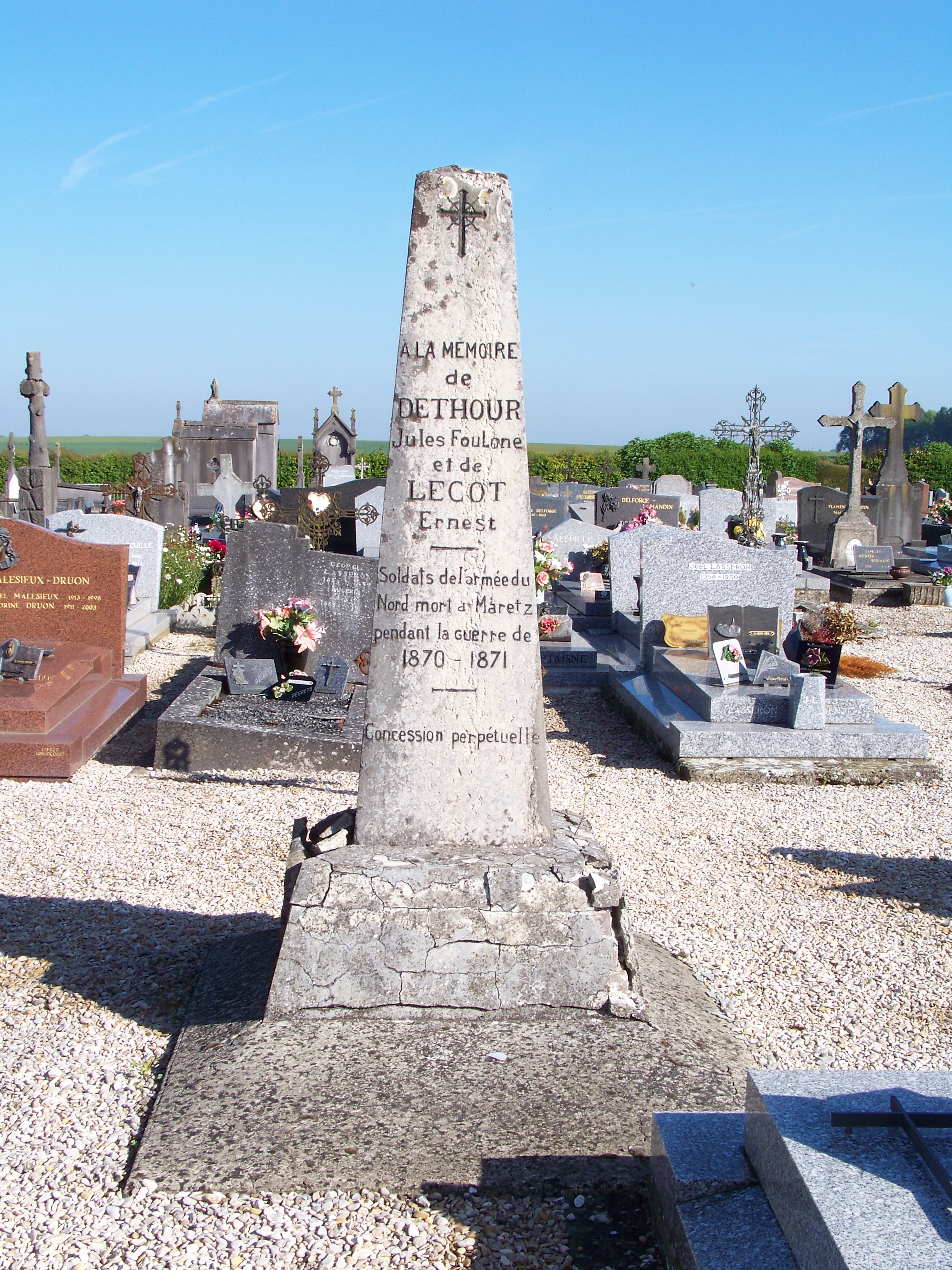
Monument aux Morts 1870-1871
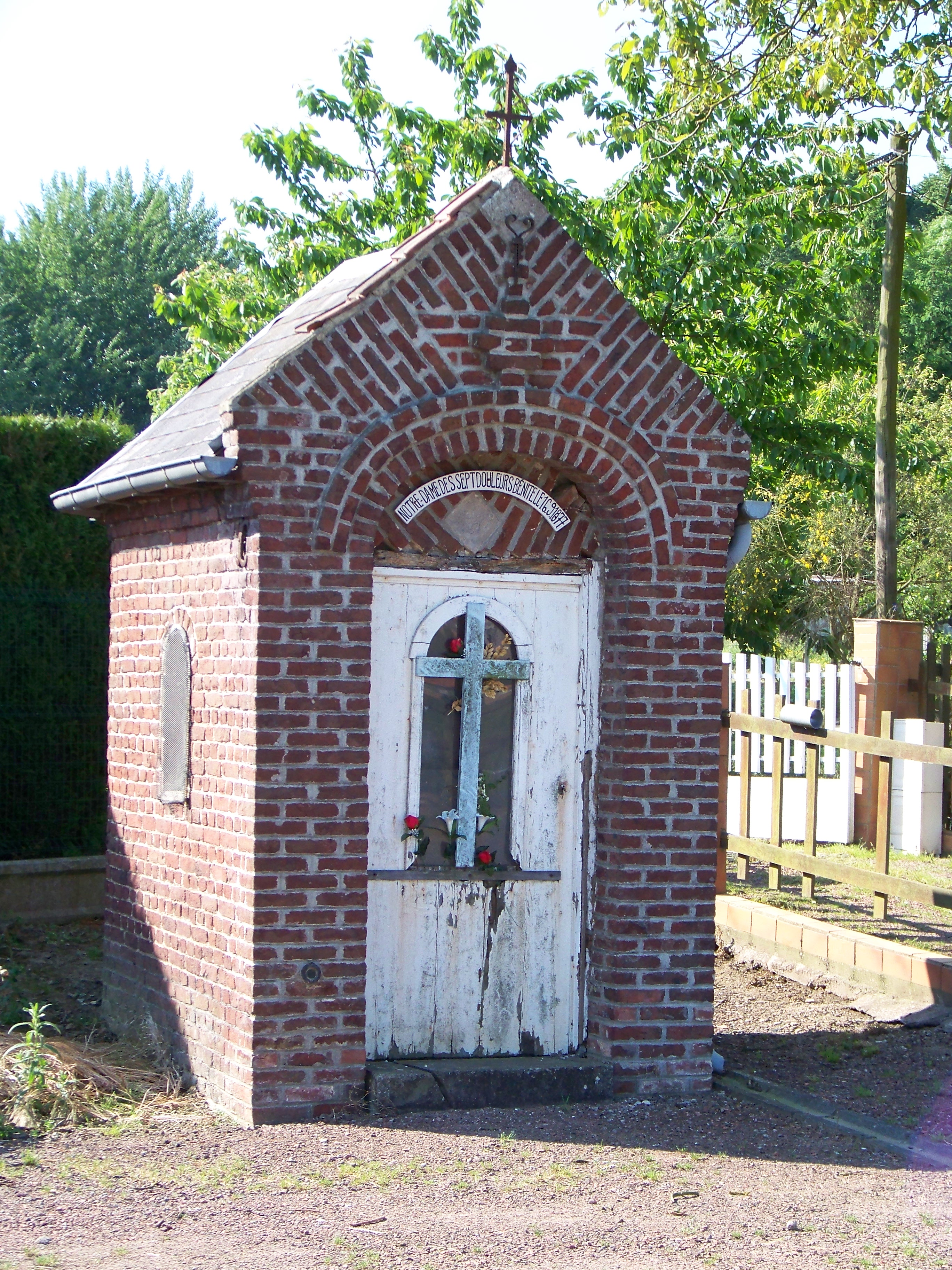
Chapelle Notre-Dame des 7 douleurs au hameau d'Avelu, commune de Maretz avant sa restauration.
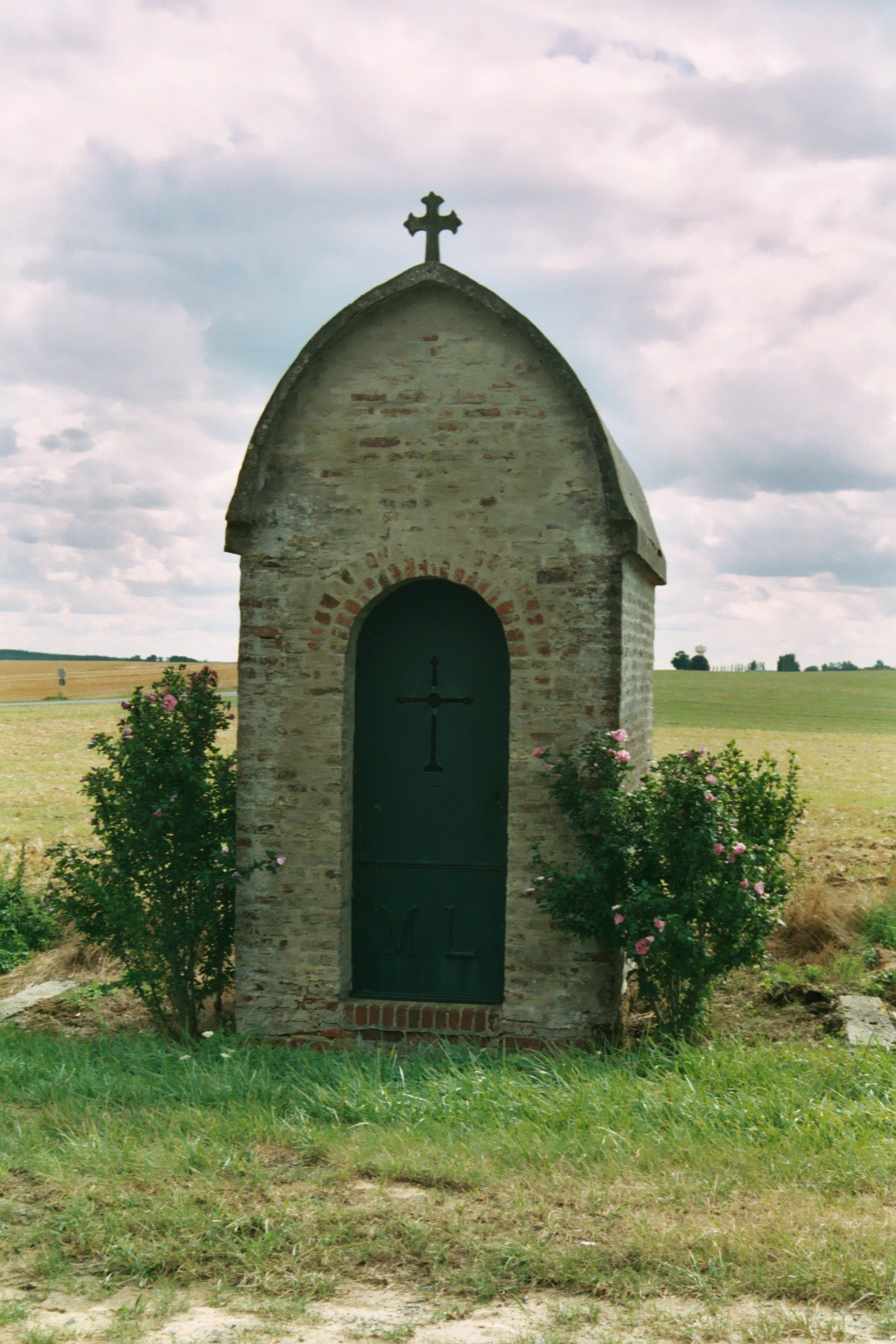
Chapelle à la Pietà.
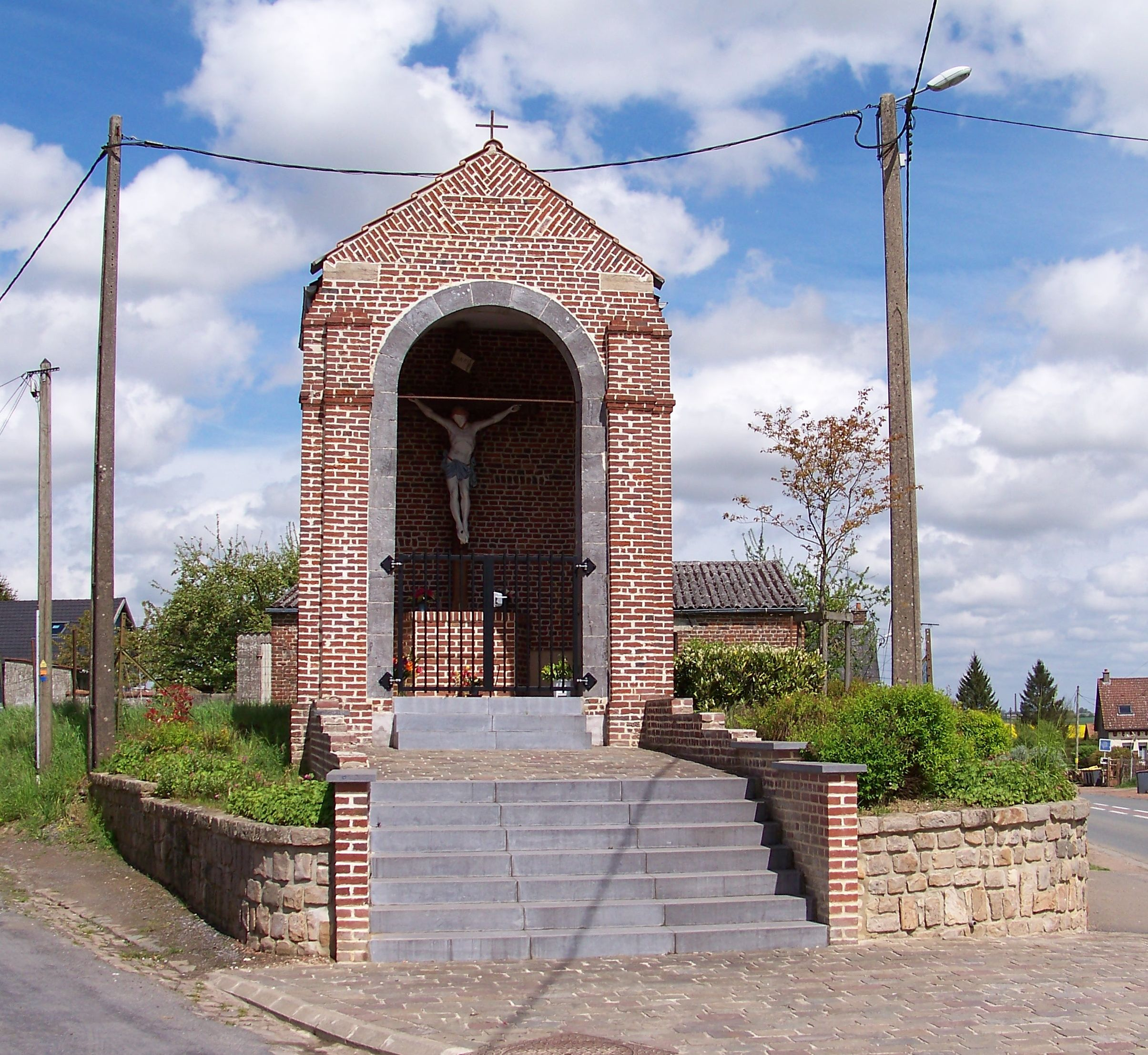
Calvaire de Maretz.
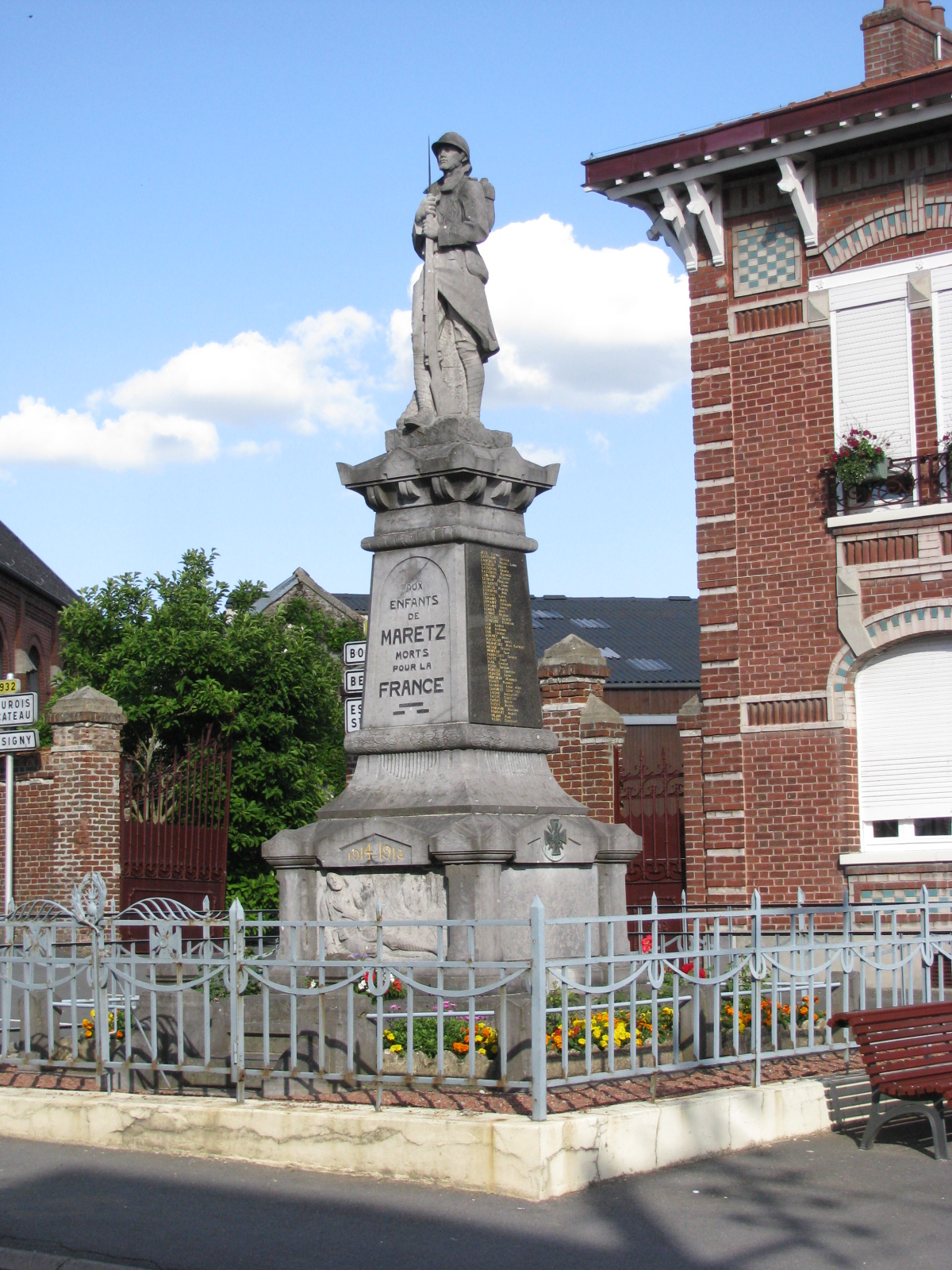
Le Monument aux Morts 1914-1918 et 1939-1945.
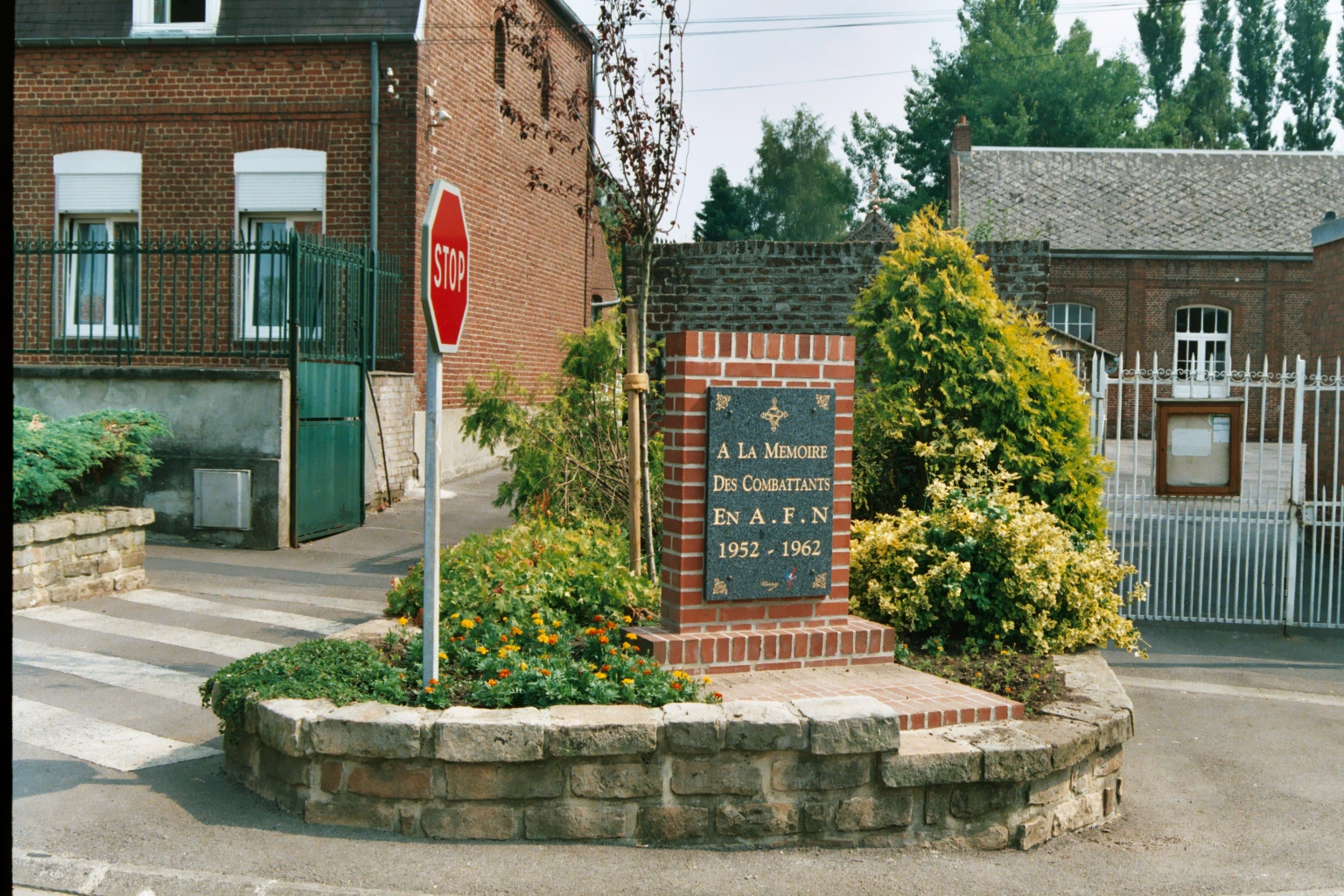
Stèle à la mémoire des combattants en A.F.N 1952-1962.
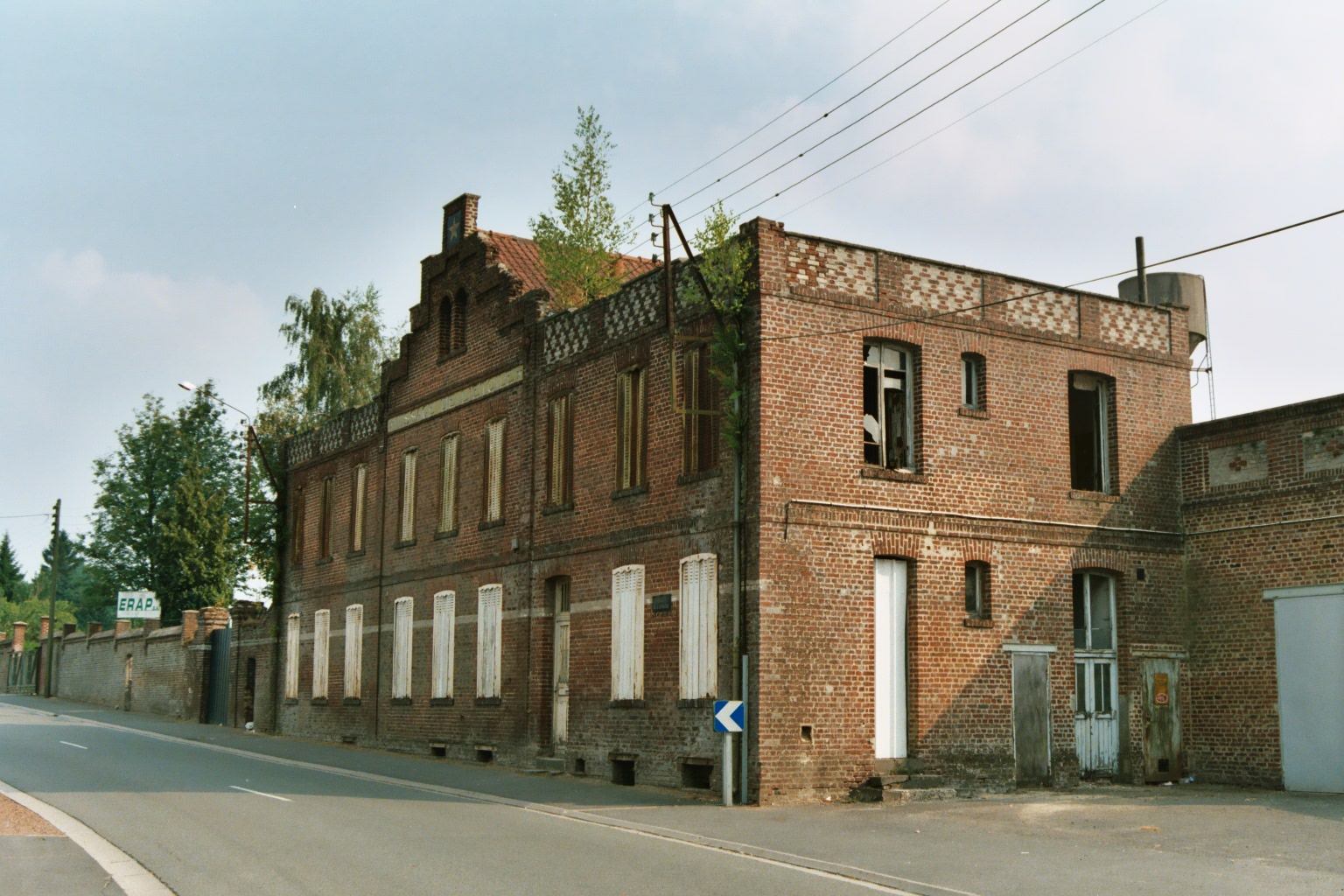
Le tissage de l'Étoile (démoli en 2016).
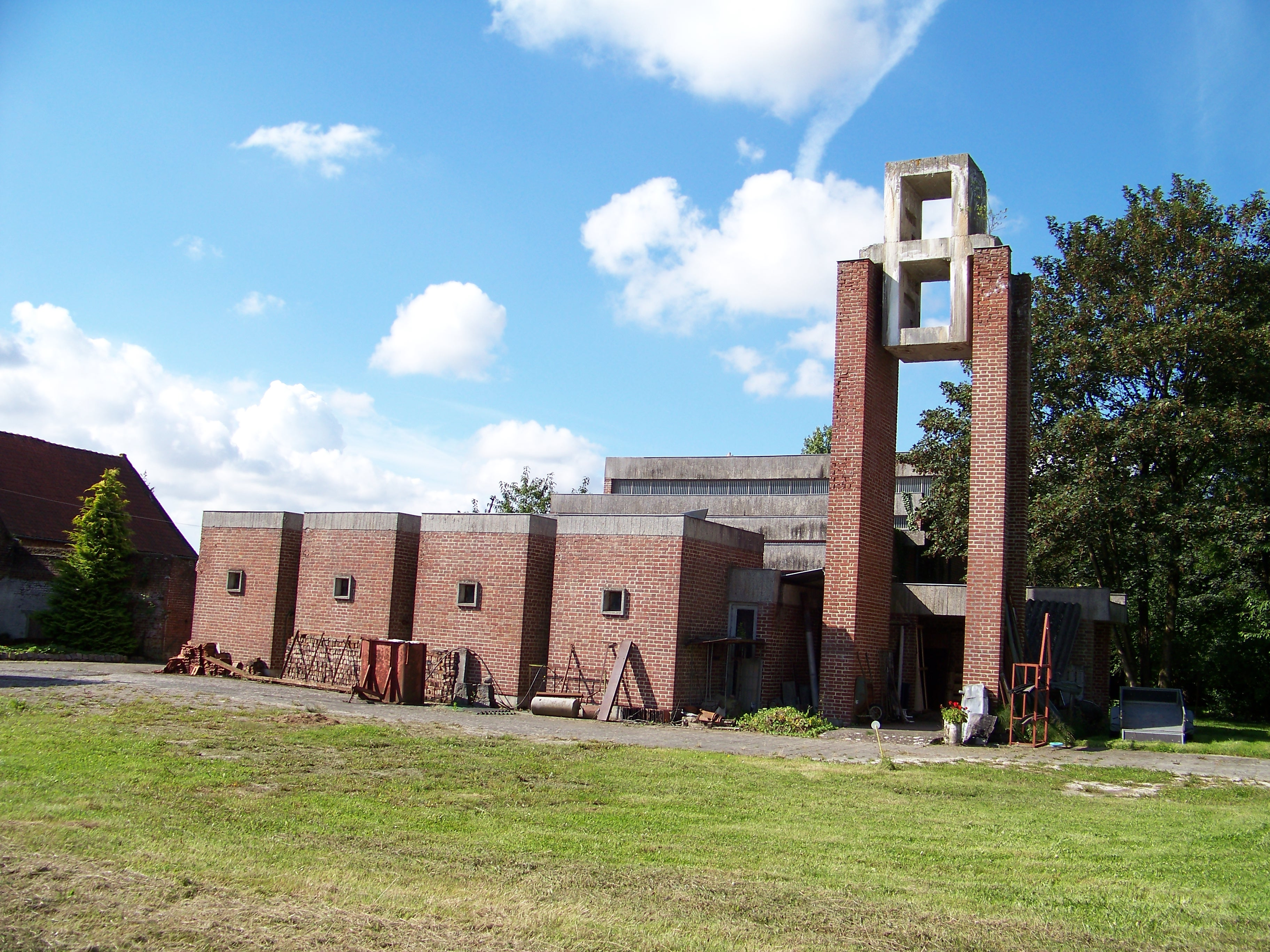
Ancienne chapelle du Don Bosco.
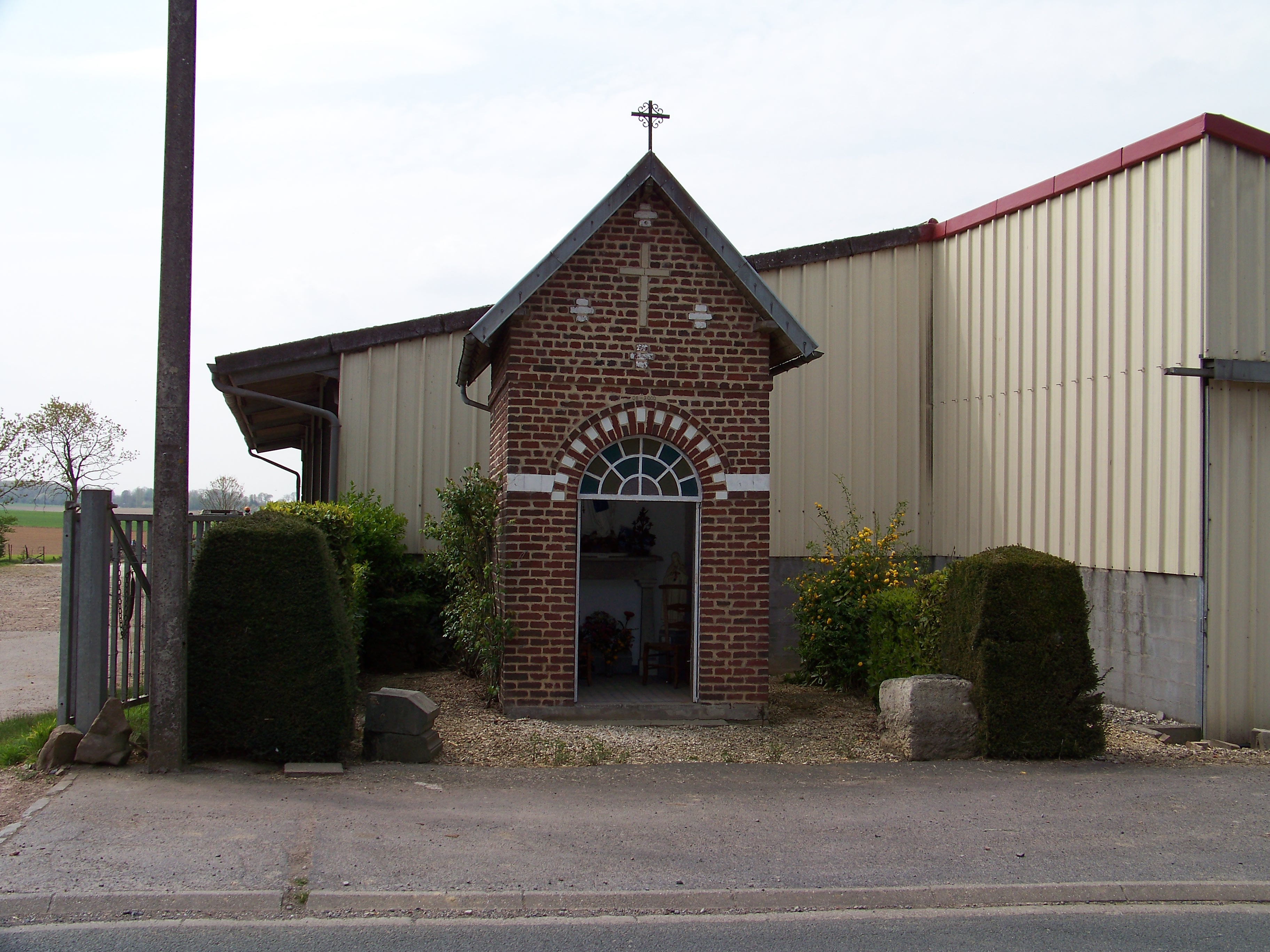
Chapelle située rue Clémenceau.
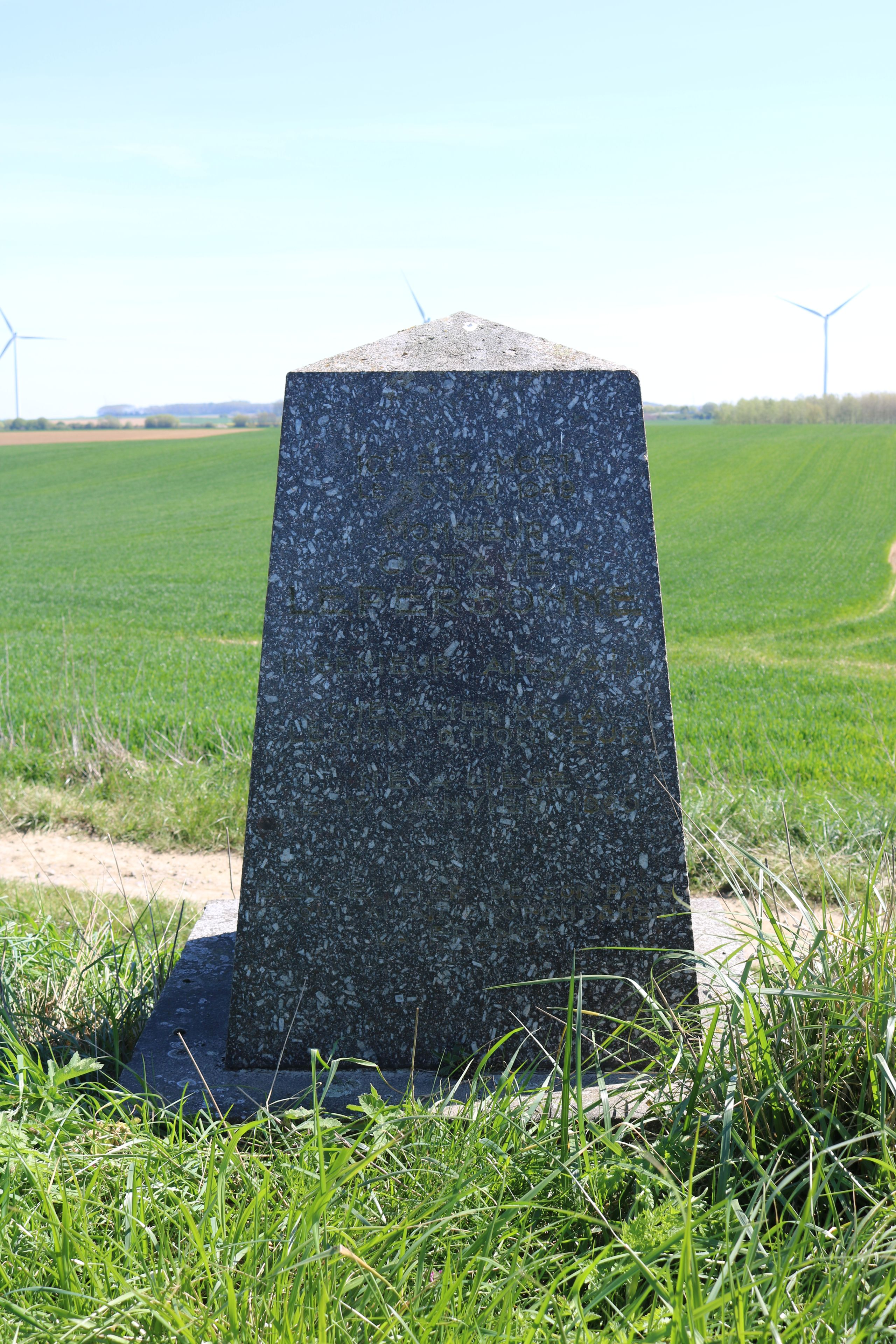
Stèle érigée en hommage à Octave Lepersonne.
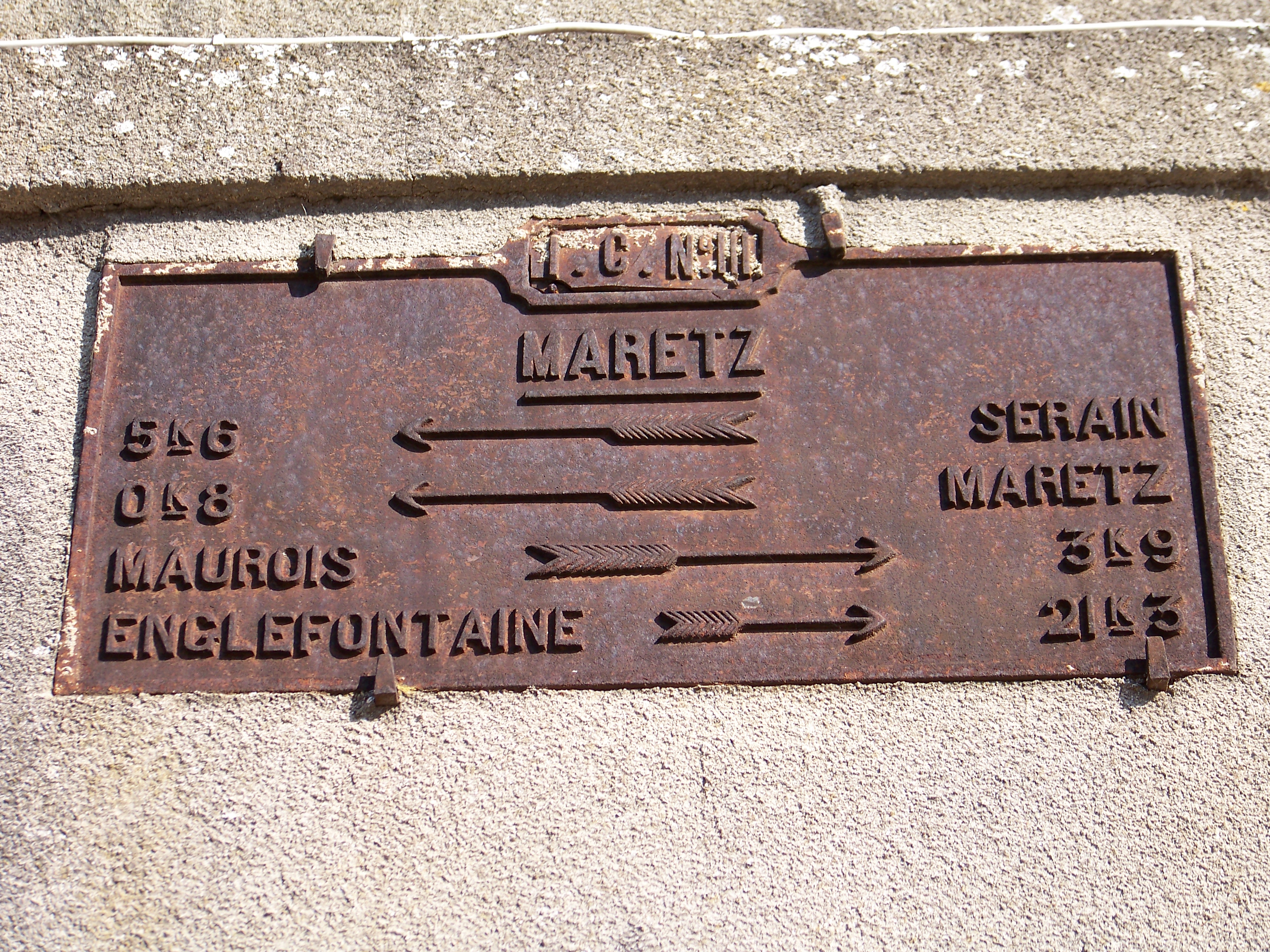
Plaque de clocher sur un mur d'habitation, rue Eugène Lefebvre.
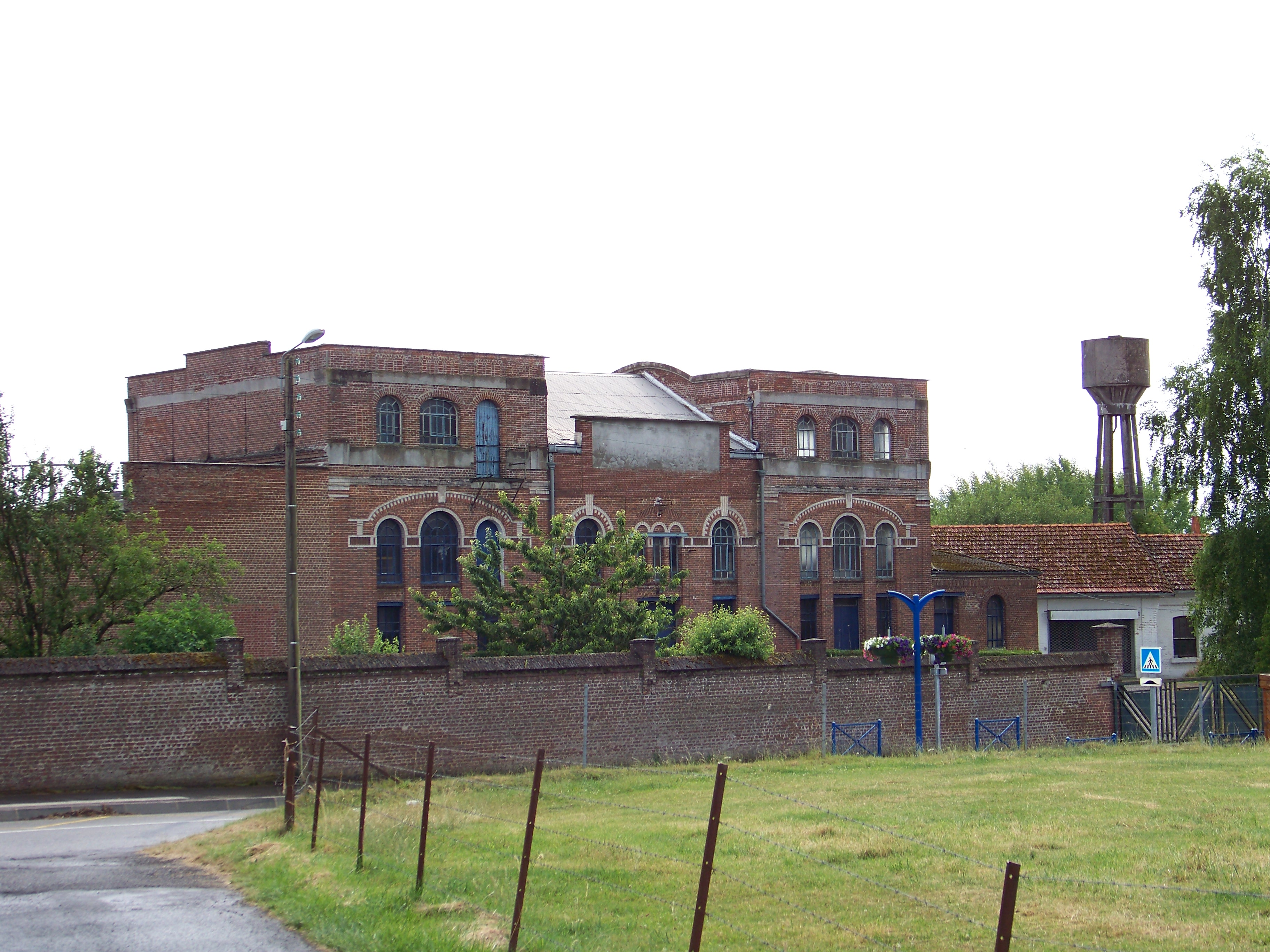
Brasserie dite Union des Brasseurs de Maretz.
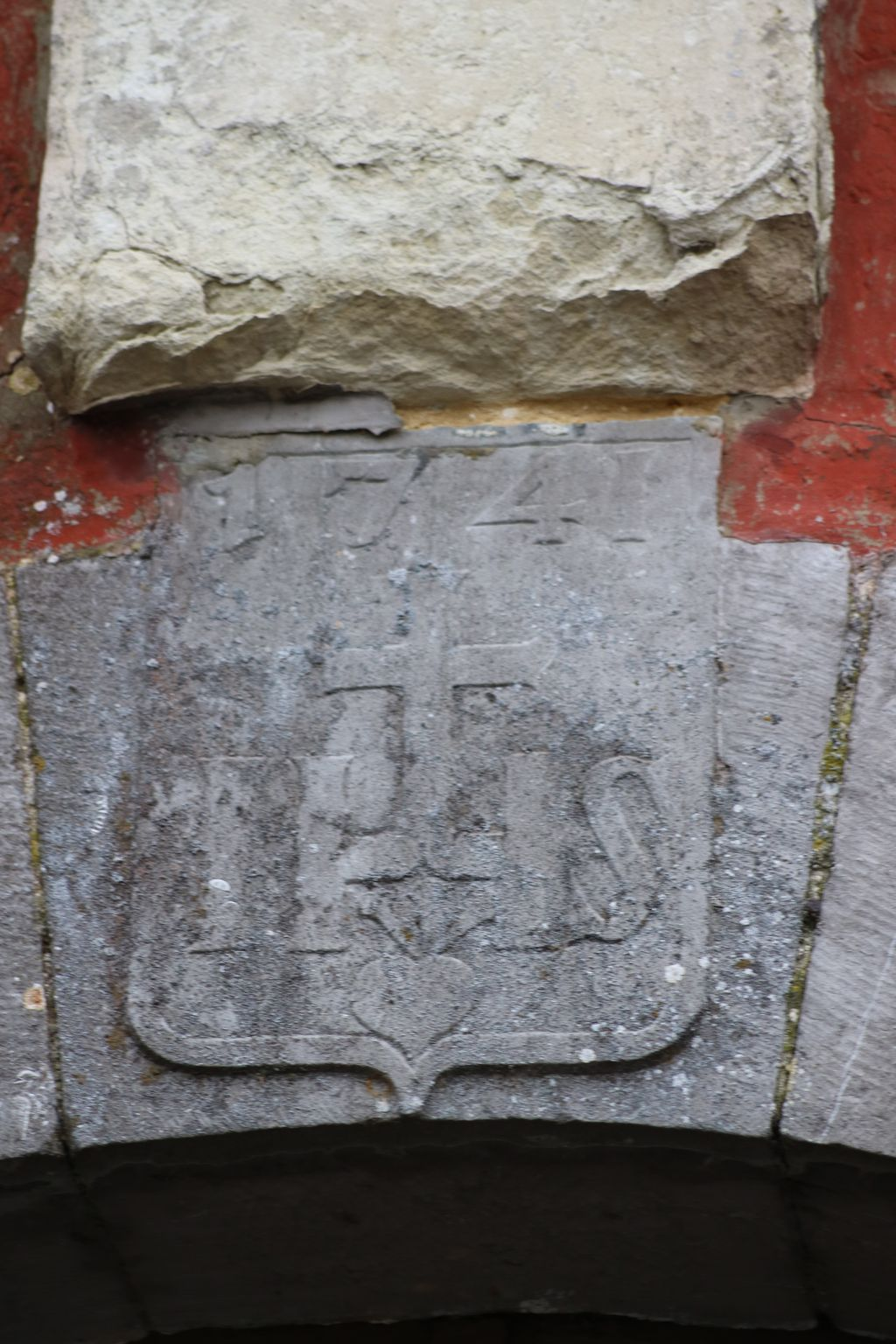
Monogramme IHS du Foyer Léo Lagrange daté de 1741.
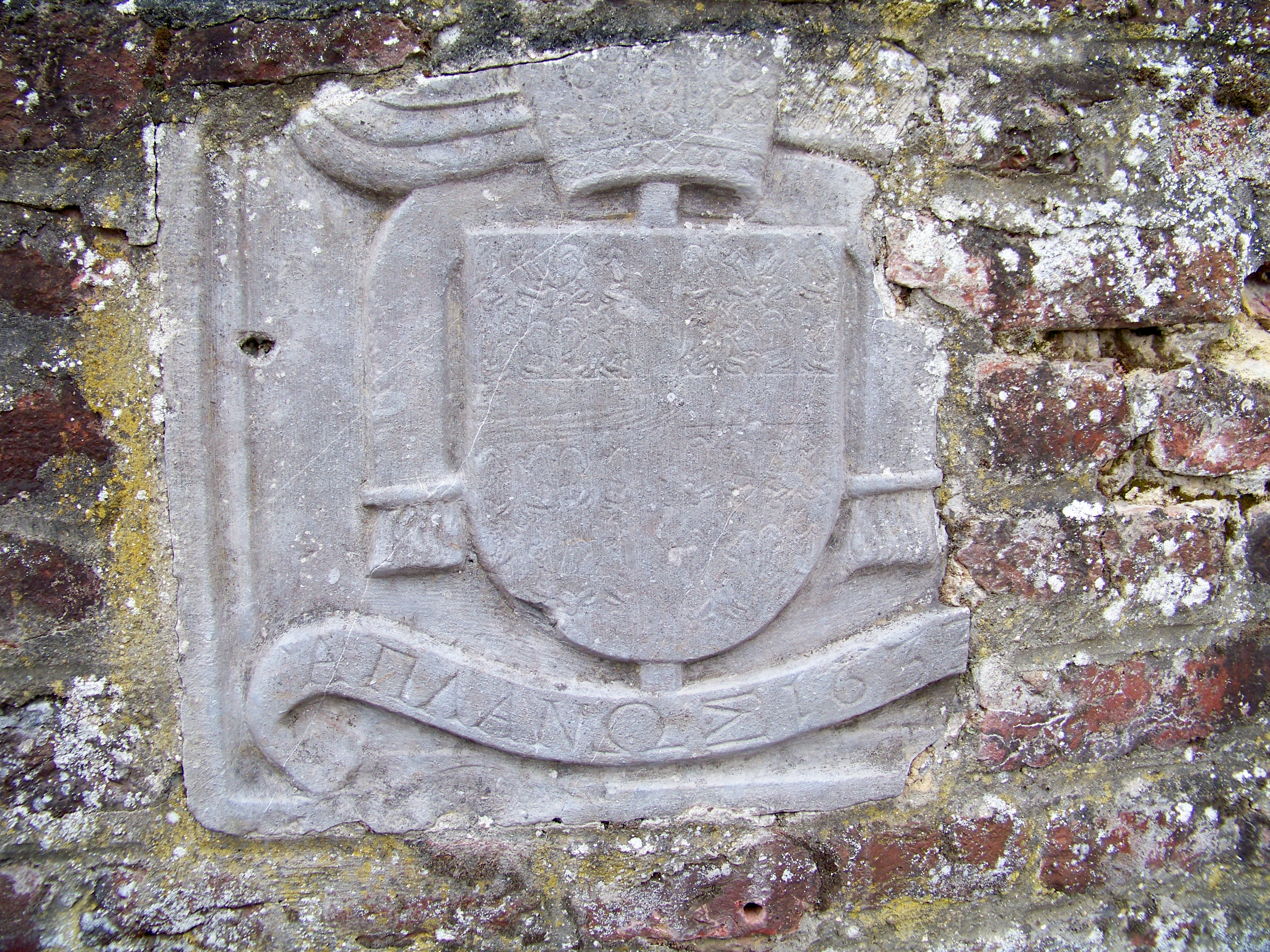
Blason en pierre représentant les armes de la Maison de Montmorency et sa devise Aplanos.

### Patrimoine culturel

#### Géant Babache
Comme d'autres communes de la région, Maretz a son géant. Il s'agit du géant Babache.

#### Fêtes communales
Plusieurs fêtes communales animaient la vie du village. Elles ont aujourd'hui disparu. Il y avait la fête de la rue de Là-Haut (actuelle rue Eugène Lefebvre), la fête de la Marnette (actuelle rue Pasteur), la fête de la Vilette (entrée de l'actuelle rue de la Délivrance) qui avait lieu le jour de l'Ascension qui a subsisté jusque 2001, la fête de la Cerise au hameau d'Avelu qui avait lieu le dimanche suivant le 14 juillet et la fête de Bois de Maretz qui avait lieu le lundi de Pentecôte.

##### Bois de la démocratie
Lauréats du vingt-sixième Parlement des enfants en 2023, les élèves de l'école Fernand Lantoine ont fait comme proposition de loi la création d'un Bois de la démocratie qui vise à planter un arbre lorsque mille suffrages sont obtenus à une élection présidentielle ou législative. Reçus à l'Assemblée nationale, ils y avaient planté un ginkgo biloba dans ses jardins. Deux arbres identiques ont été plantés dans la cour de l'école et sur la place du village en présence de la présidente de l'Assemblée nationale Yaël Braun-Pivet.

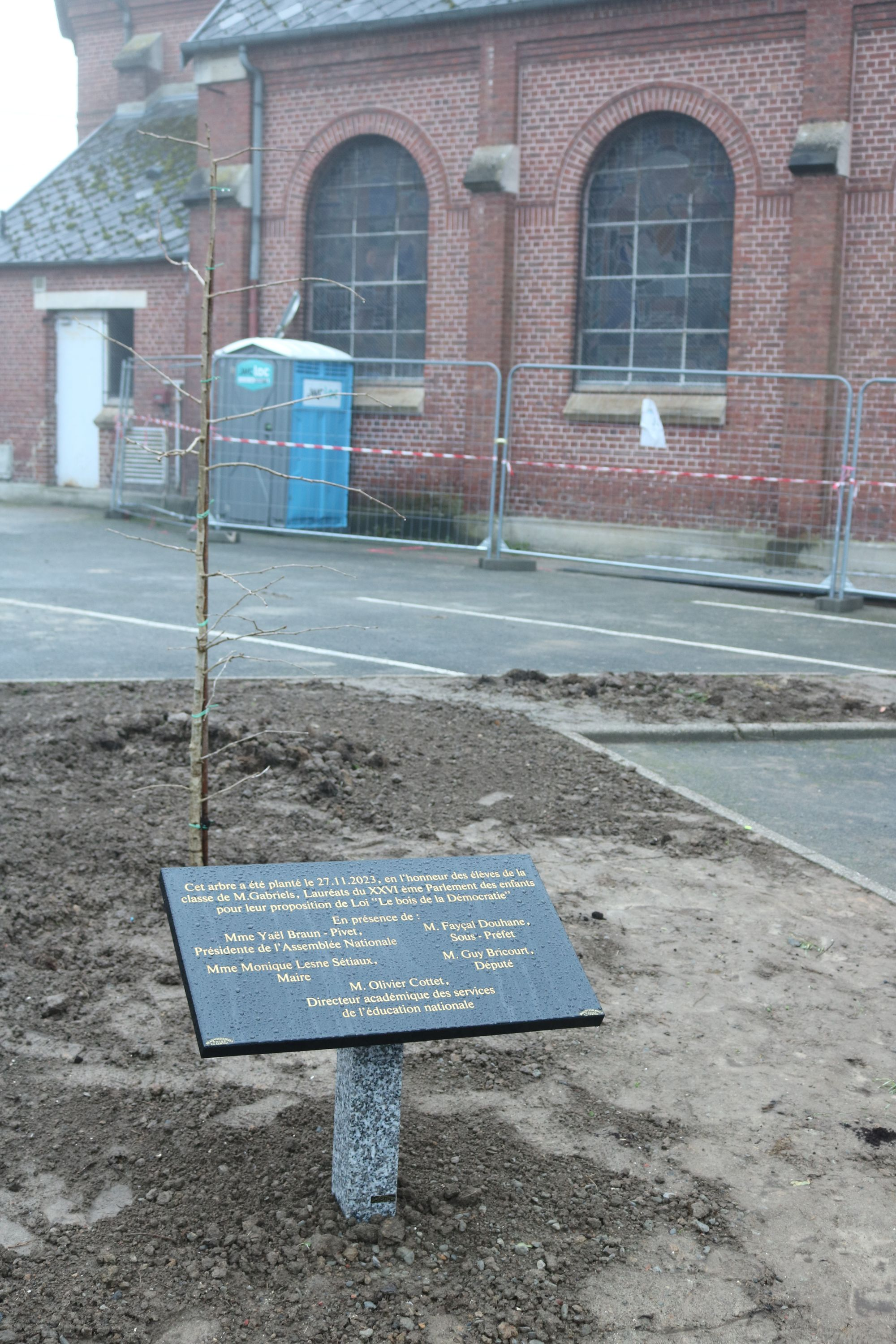
Ginkgo biloba planté sur la place du village. Un arbre identique est planté dans la cour de l'école.
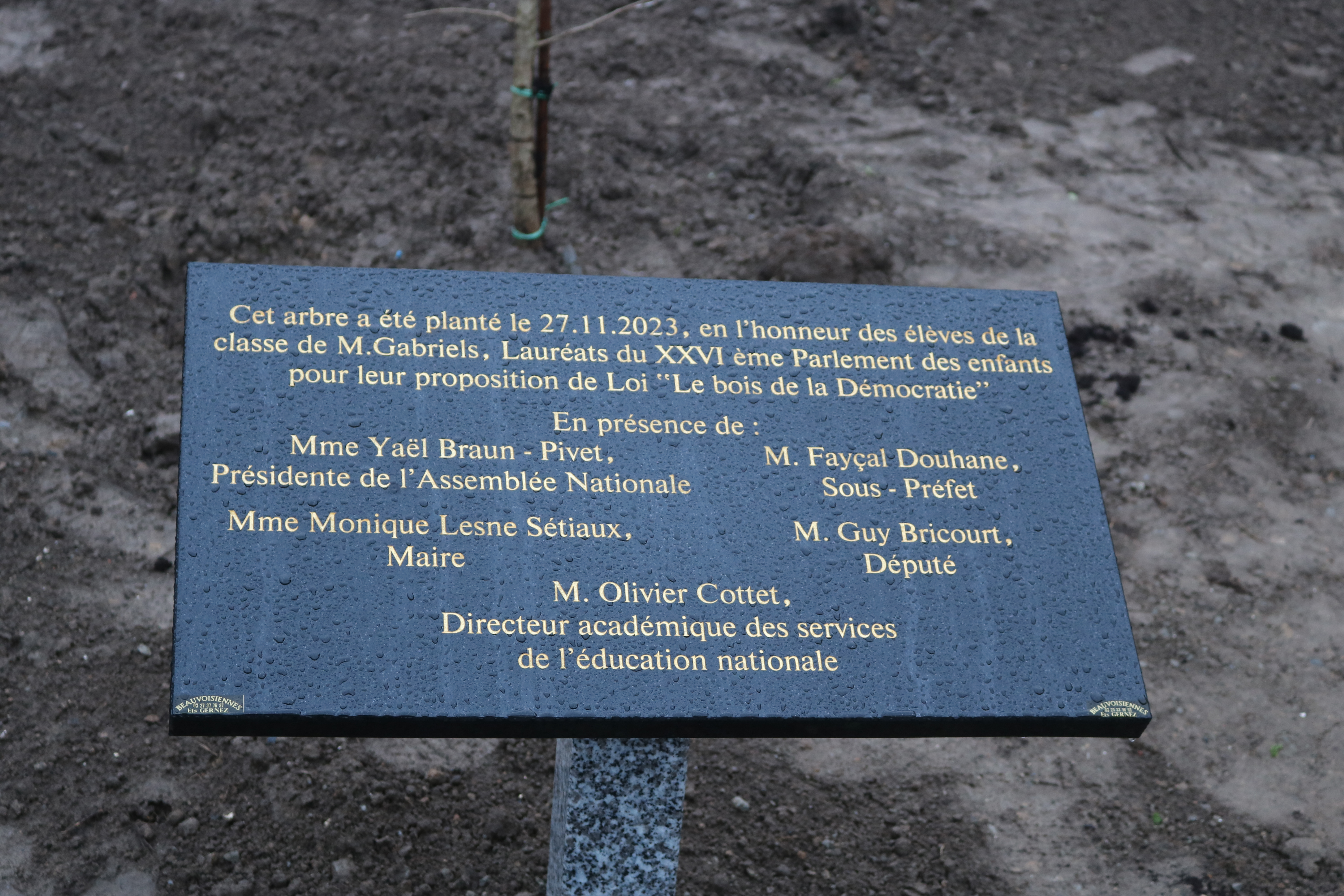
Plaque commémorative dévoilée lorsque l'arbre a été planté sur la place. Une plaque identique se trouve au pied de l'arbre planté dans la cour de l'école.

### Apéritif local
Le Pêcher Mignon est un apéritif produit par l'apéritiverie Saint Jehan. Il s'agit d'un alcool à base de pêche blanche (18 % vol). L'établissement n'existe plus.

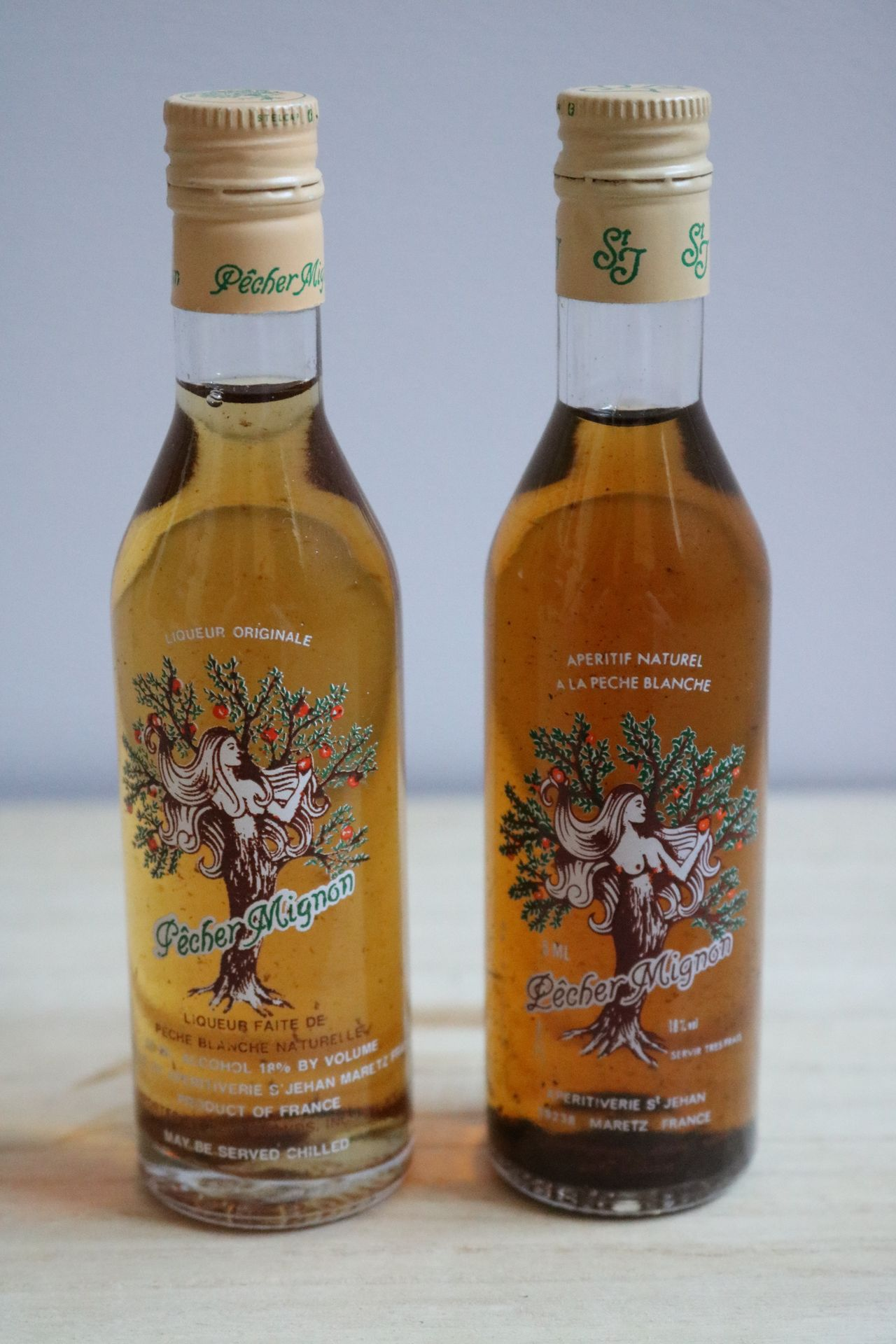
Deux mignonnettes de Pêcher Mignon.

### Personnalités liées à la commune
- Jean Jonglet, possiblement né vers 1480 à Maretz et mort en 1540 à Bruxelles, diplomate.
- Ferry Laureyns, possiblement né en 1507 à Maretz et mort en 1558 à Malines, diplomate.

Personnalités liées au village
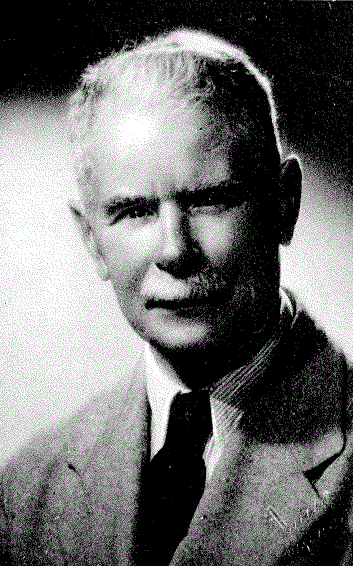
Maurice Leriche, né à Maretz en 1875 et mort en 1948 à Monchy-Lagache, paléontologue et universitaire français.
- Fernand Lantoine, né à Maretz en 1876 et mort à Paris en 1956, peintre français.
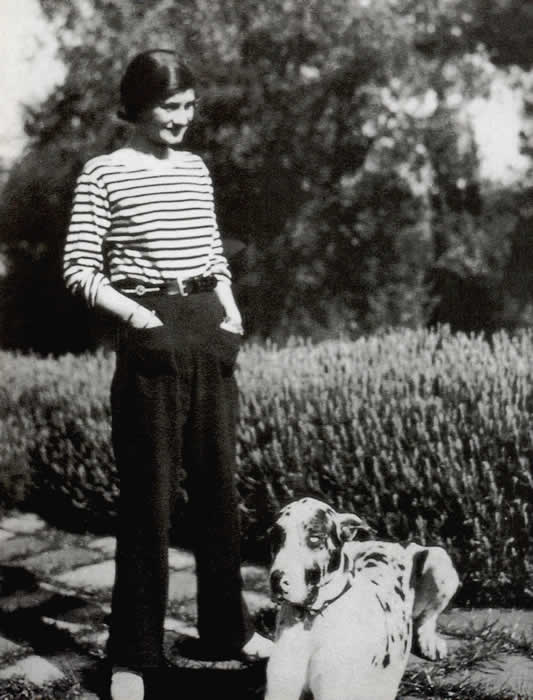
Gabrielle Chasnel, dite « Coco Chanel », née en 1883 à Saumur, créatrice de mode, modiste et grande couturière française avait un atelier de tissu dans la commune.
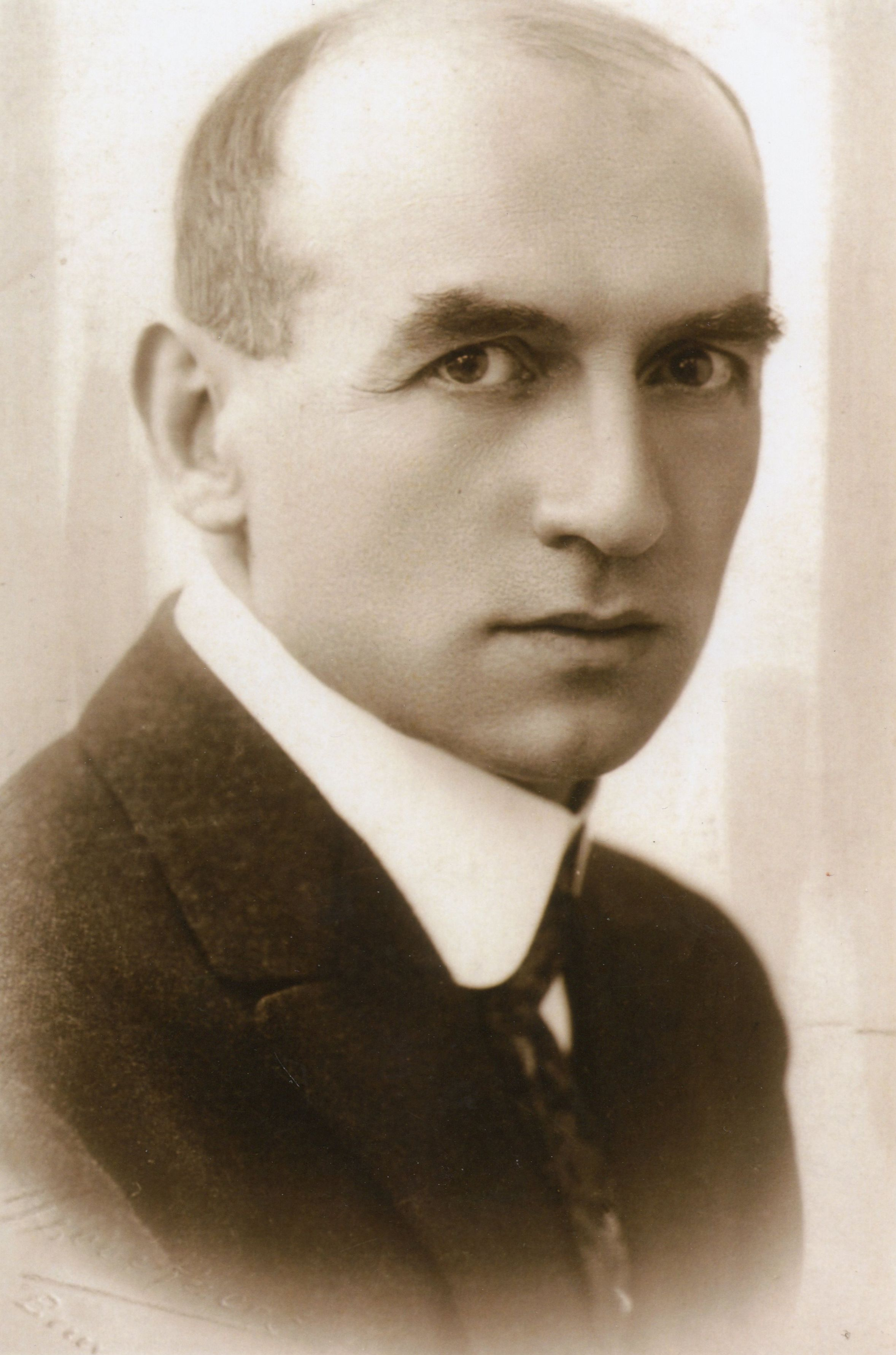
Fernand Lantoine (1876-1956)

- William Mann, né en 1899 à Brentford (Angleterre) et décédé le 4 mai 1966, officier de la Royal Air Force ayant survolé Maretz le 11 novembre 1918 pour annoncer l'Armistice[75].
- Marc-Emmanuel Dufour, né en 1965 à Fontenelle, animateur de télévision a réalisé un numéro de l'émission Tous ensemble à Maretz[76].  - Personnalités liées au village
  - Maurice Leriche (1875-1948).
  - Coco Chanel (1883-1971) en marinière en 1928.
  - Fernand Lantoine (1876-1956)

### Héraldique, logotype et devise
|  | Les armes de Maretz se blasonnent ainsi : "De gueules à une rose tigée et feuillée d'argent." |

## Pour approfondir